# Femme
Cet article concerne les définitions biologique et sociologique de la femme. Pour l'être humain, voir Homo sapiens. Pour les autres significations, voir Femme (homonymie).

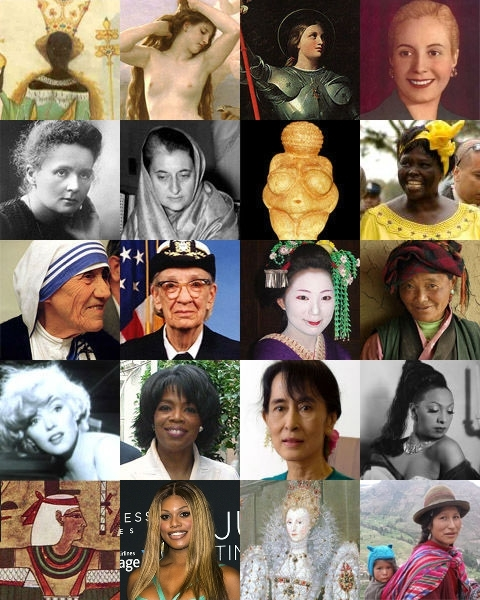
La reine de Saba, Vénus, Jeanne d'Arc, Eva Perón, Marie Curie, Indira Gandhi, Vénus de Willendorf, Wangari Muta Maathai, Mère Teresa, Grace Hopper, Mamechiho, une geisha, paysanne tibétaine, Marilyn Monroe, Oprah Winfrey, Aung San Suu Kyi, Joséphine Baker, Isis, Laverne Cox, Élisabeth Ire, une mère quechua.

Une femme est un être humain de sexe ou de genre féminin. Avant l'âge adulte, au stade infantile, on parle de fille. Il arrive cependant que le mot s'utilise indépendamment de l’âge.
Son sexe est généralement déterminé génétiquement par une paire de chromosomes sexuels composée de deux chromosomes X. L'embryon est cependant physiologiquement indifférencié jusqu'à la septième semaine de grossesse. À partir de la huitième semaine, commence la différenciation des gonades et des organes génitaux internes puis des organes externes au cours du troisième mois de vie fœtale. La maturité sexuelle féminine (capacité à se reproduire) est bornée par les étapes de la ménarche et de la ménopause. La période de gestation, d'une durée de neuf mois environ, est appelée « grossesse ».
Anatomiquement, la taille et la masse musculaire des femmes sont en moyenne inférieures à celles des hommes, et leur voix plus aigüe ; mais la différence anatomique principale concerne le bassin, plus large en moyenne, probablement du fait d'une histoire évolutive facilitant l'accouchement. Avec la puberté, le dimorphisme sexuel matérialisé par les caractères sexuels secondaires (notamment les seins) s'accentue.
L'espérance de vie des femmes est plus élevée que celle des hommes, mais leur espérance de vie en bonne santé est similaire.
La place des femmes dans la société, tant en public qu'en privé, a beaucoup évolué au cours de l'histoire et en fonction des civilisations. La plupart des mythes et religions voient dans la femme la compagne de l'homme, destinée à lui donner des enfants. Les rôles de la vierge, symboliquement associée à la pureté, et de la mère, associée au caractère protecteur et nourricier, y sont vus très positivement. Le rôle de la séductrice, incarnation de la tentation, est en revanche lié à des représentations culturelles plus ambivalentes voire négatives.
Les différences comportementales entre hommes et femmes relèvent de la féminité et de la masculinité et sont l'objet d'études sociales. La réalité, l'ampleur, et le caractère inné ou acquis de nombreuses différences sont sujets à de nombreux débats.

## Terminologie

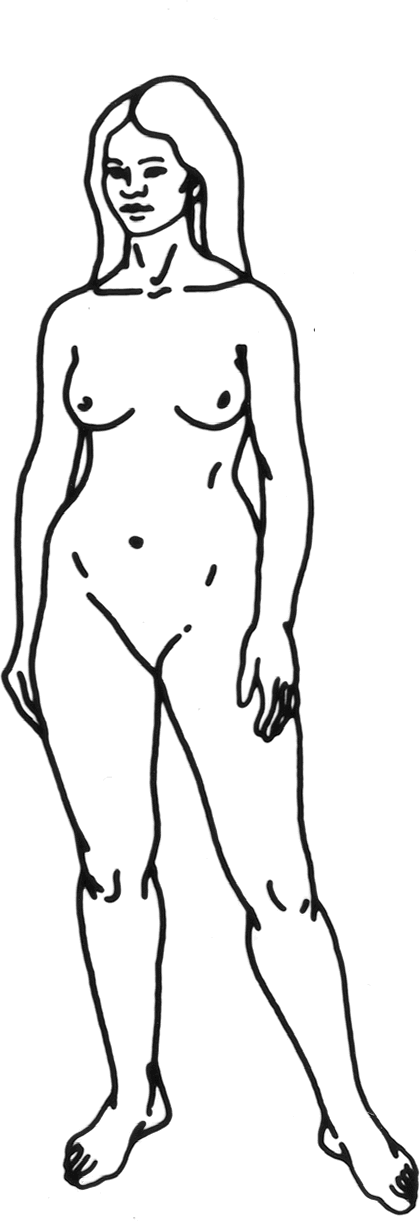
Dessin d'une femme sur les plaques de Pioneer.

Une femme est l'être qui, dans l'espèce humaine, appartient au sexe féminin,, — dans le langage courant, il est relatif à l'être concerné d'âge adulte, à la différence du terme fille. Le terme « femme » est également utilisé par certains sociologues et courants féministes pour désigner un individu de sexe masculin ou intersexe s'identifiant comme de genre féminin,,. Cette définition ne fait pas l'unanimité et est critiquée par de nombreuses féministes qui considèrent que « la catégorie "femme" est fondée sur une différence biologique irréductible,. »
Le substantif féminin femme est issu du latin classique femina,, dont l'étymologie a été discutée. Les grammairiens latins rapprochaient femina de femen (« cuisse ») ou de femur). Mais il s'agit d'une étymologie erronée. Les linguistes considèrent aujourd'hui que femina est un participe présent passif,,. Il a d'abord signifié « femelle » puis « femme, épouse » et a concurrencé mulier (« femme ») et uxor (« épouse »).
En français, femme est attesté dès la fin du Xe siècle ; d'après le Trésor de la langue française informatisé, sa première occurrence se trouve dans la Passion de Clermont,.
Le terme fille désigne la femme à ses stades infantile et pubère.

## Biologie
La femme présente toutes les caractéristiques biologiques propres à son espèce – ex. : une bipédie, un pouce opposable, etc. –, tout en présentant des traits spécifiques, liés au dimorphisme sexuel, qui la distingue de l'homme. Cette distinction est déterminée par l'analyse des caractères sexuels, dont la variabilité est liée à la génétique et aux chromosomes humains. Aux caractères sexuels primaires concernant le système reproducteur, s'ajoute l'observation des caractères sexuels secondaires, physiques ou comportementaux, qui s'affirment à la puberté. La procréation humaine implique l'ensemble des organes sexuels primaires et se matérialise chez la femme par des étapes commençant à l'ovulation et se finissant avec le sevrage de son descendant.

### Différenciation sexuelle
Dans l'espèce humaine, le sexe génétique des individus est déterminé par la 23e paire de chromosomes ou chromosomes sexuels, dont les deux possibilités sont XX (féminin) et XY (masculin). Pour le sexe féminin, la paire de chromosomes sexuels XX est constituée à la fécondation par l'union d'un ovule maternel, qui est toujours porteur d'un chromosome X, et d’un spermatozoïde paternel, qui est porteur ici d'un chromosome X également.
Jusqu'à la septième semaine de développement, l'embryon humain mâle ou femelle est morphologiquement indifférencié. À 4 semaines apparait la crête génitale, qui est une première ébauche de gonades (organes de reproduction) encore indifférenciées à ce stade.
Entre 4 et 5 semaines les canaux de Wolff et à 6 semaines, les canaux de Müller se développent pour former deux types de canaux déférents dont chaque sexe, sous l'action de ses hormones caractéristiques, n'en développera qu'un type au détriment de l'autre : les canaux de Wolff pour les embryons masculins, les canaux de Müller pour les embryons féminins. Les crêtes mammaires se développent dans les deux sexes au cours de la 7e semaine de la vie embryonnaire et portent 5 à 7 paires de bourgeons mammaires qui se résorbent à la 8e semaine, sauf la 4e paire dans la région thoracique qui formera les mamelons dans les deux sexes.
Chez les embryons de sexe féminin, la transformation des gonades indifférenciées en ovaires a lieu entre 8 et 10 semaines de développement embryonnaire. C'est la différenciation ovarienne. Les follicules ne se formeront qu'après la naissance. Les ovaires produisent des œstrogènes. C'est cette hormone qui va maintenir les canaux de Müller, et les amener à se transformer peu à peu en oviductes. Les canaux de Wolff, eux, dégénèrent par l'absence de testostérone, et la différenciation est favorisée par le gène DAX1, qui inhibe les caractères masculins.
Les canaux de Müller se modifient pour former, dans leur partie supérieure, les trompes de Fallope, dans les segments moyens, deux cornes utérines qui se souderont en un utérus unique au 4e mois de l'embryon. Dans le segment inférieur, les deux canaux fusionnent pour constituer le canal utéro-vaginal et le renflement postérieur, le tubercule de Müller, constitue le col de l'utérus alors que la cavité du vagin se forme. Chez le fœtus féminin, les orifices génital et urinaire sont distincts. Les organes génitaux externes féminins se forment au cours du 3e mois de la vie fœtale.
À la naissance, la structure de la glande mammaire est inachevée et comporte une ramification de canaux galactophores primordiaux. L'arrêt du fonctionnement placentaire s'accompagne d'une suppression des œstrogènes maternels qui provoque de manière transitoire, dans les deux sexes, un état congestif des seins et une sécrétion lactée. À ce stade, les glandes mammaires n'évoluent plus chez le garçon. Chez la fille, elles restent au repos jusqu’à la puberté, où leur évolution amène le développement des seins.

#### Caractères primaires

##### Organes génitaux internes
L'appareil génital interne féminin se compose du clitoris (qui dispose de larges racines internes), du vagin, de l'utérus, des trompes utérines et des ovaires. Ses fonctions sont très différentes de celles de l'appareil génital masculin : il permet la migration des spermatozoïdes du fond du vagin jusqu’à la trompe utérine, puis la migration de l’embryon jusqu'à la cavité utérine et enfin l'implantation de l’embryon et son développement dans l’utérus jusqu'à l'accouchement. Toutefois, il existe des similitudes avec l'appareil masculin, notamment en ce qui concerne la production et le transport des gamètes depuis les gonades, la production des hormones sexuelles et le rôle dans l'excitation sexuelle et l'orgasme.
S’étendant de l’utérus à la vulve et situé entre la vessie et l’urètre en avant et le rectum en arrière, le vagin est un conduit musculo-membraneux mesurant environ huit centimètres. Il reçoit le pénis et l'éjaculat lors des rapports sexuels. Le vagin est très élastique et extensible, puisqu'il s'agrandit considérablement lors de l'accouchement. Sa sensibilité est sujette à une grande variabilité individuelle ; elle est plus importante dans sa partie inférieure et dépend des muscles du périnée.
L'utérus est l'organe de la nidation et du développement du fœtus. Il est composé de trois couches musculaires lisses et l'intérieur comprend l'endomètre, soumis aux variations menstruelles. L'utérus est en forme de cône, la pointe du bas formant le col de l'utérus — qui mène au vagin — et les extrémités latérales supérieures débouchant sur les trompes utérines ou trompes de Fallope. Le col de l'utérus secrète la glaire cervicale produite par les glandes du canal cervical en période pré-ovulatoire.
La taille de l'utérus varie entre l'enfance, la puberté, la grossesse — où il s'adapte à la taille du fœtus — et la ménopause.
Les deux trompes utérines conduisent l'ovule de l'ovaire jusqu'à l'utérus. C'est également dans cet organe que se produit la fécondation. Elles sont souvent représentées symétriques, en forme de cornes recourbées vers la partie inférieure du corps, bien que la dissymétrie soit fréquente. Les deux ovaires produisent les ovules et sécrètent une partie des hormones sexuelles.

##### Organes génitaux externes

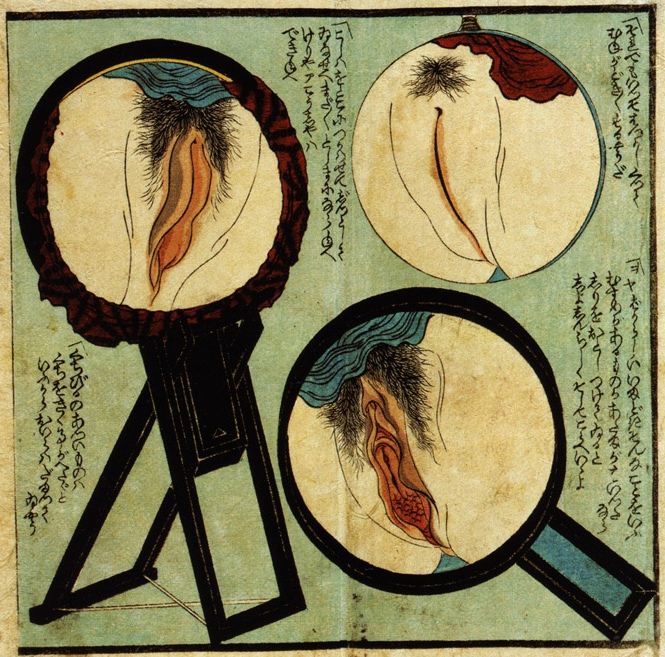
Représentation artistique de 1850, à propos de l'auto-examen féminin.

Située entre les faces internes des cuisses, la vulve forme une fente qui s'étend du bas du ventre à 3 cm en avant de l’anus. La vulve contient l'ensemble des organes génitaux externes de la femme. Elle est constituée du mont de Vénus, des grandes et des petites lèvres enserrant l'entrée du vagin, de la partie externe du clitoris et du méat urinaire.
Les grandes lèvres forment les replis externes de la vulve. Leur face externe est recouverte de poils, tandis que la face interne est glabre, de couleur rosée et humide. Les petites lèvres, situées à l'intérieur des grandes, sont aussi glabres, rosées et humides : elles ont un aspect de muqueuse bien qu'il s'agisse de peau. À l'avant, les petites lèvres forment deux replis autour de la partie externe du gland du clitoris : le prépuce et le frein. Le vestibule, à l'intérieur des petites lèvres, se compose du méat urétral et des orifices du vagin avec l'hymen, des glandes de Bartholin et des glandes de Skene qui produisent les sécrétions vaginales.
La vulve est richement vascularisée, innervée et comporte un grand nombre de récepteurs sensoriels, la sensibilité étant la plus fine au niveau du clitoris. Du tissu érectile est présent sur le clitoris, les petites lèvres et les bulbes du vestibule[réf. à confirmer] et des zones semi-érectiles sur les grandes lèvres.
Le clitoris est un organe de l'appareil reproducteur féminin dont la partie visible se situe au sommet des petites lèvres ; il forme une proéminence d’environ 0,7 à 1 centimètre de diamètre, et s’avère être la conjonction, en profondeur, de deux racines de dix centimètres qui entourent le vagin et l’urètre. Cet organe joue un rôle important dans l’excitation sexuelle et le comportement de reproduction, en particulier en favorisant le développement de la motivation sexuelle et de la jouissance.

##### Période de maturité sexuelle
La maturité sexuelle d'une femme, période de la vie pendant laquelle elle a la capacité de se reproduire, est bornée par les étapes de la puberté et de la ménopause. Elle commence à l'adolescence, à notre époque de façon de plus en plus précoce, pour se terminer entre 45 et 55 ans.

#### Caractères secondaires

##### Anatomie
Avant la puberté, la masse grasse et la masse maigre (qui comprend les tissus non adipeux, la masse osseuse et la masse musculaire) sont quasiment équivalentes dans les deux sexes. Après la puberté, chez la femme, la masse osseuse représente 2,7 à 3 kg (homme : 4,5 à 5 kg), la masse musculaire 20 à 25 % de la masse corporelle (homme : 45 à 50 %) et la masse graisseuse 26 à 28 % de la masse corporelle (homme : 14 %).
En moyenne, les femmes ont une stature, une masse et une puissance musculaire inférieure à celle des hommes. Leur système pileux est en général moins développé. L'anatomie de la femme présente aussi de nombreux caractères sexuels secondaires : seins proéminents même en dehors des périodes de gestation et d'allaitement, rapport taille/hanches prononcé, et tessiture de la voix plus aigüe.

###### Bassin

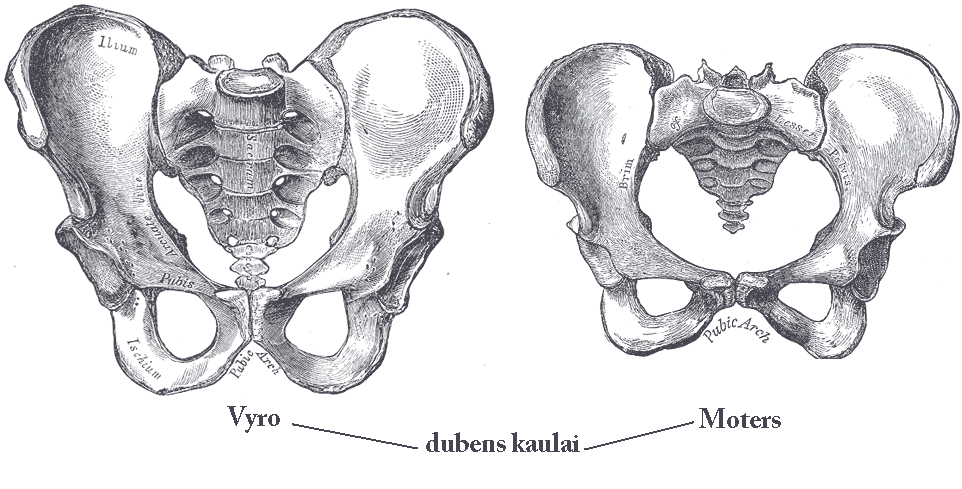
Bassin d'homme (à gauche) et de femme (à droite).

Le squelette de la femme est généralement plus petit que celui de l'homme, mais il n'y a pas de différences fondamentales entre les deux sexes, hormis la forme du bassin. Pour les deux sexes, celle-ci est avant tout adaptée à la bipédie, mais, pour la femme, permet également l'accouchement. Le sexe est souvent aisément identifiable à la forme du bassin : c'est un indicateur de diagnostic sexuel pour la médecine légale et l'archéologie.
Le diamètre latéral du petit bassin s'est agrandi au cours de l'histoire évolutive de la lignée humaine, pour suivre l'augmentation du volume du crâne : s'il est de 99,1 mm chez les australopithèques, il augmente peu à peu depuis Homo habilis jusqu'à Homo erectus, dont le diamètre du pelvis couvre celui de l'humain moderne.
Le bassin de la femme est plus léger, plus large et plus fin que celui de l'homme. Les détroits inférieur et supérieur sont plus grands. L'angle subpubien, formé par les deux branches ischio-pubiennes à la jonction avec la symphyse pubienne, est d'environ 75° tandis que chez l'homme, il est rarement supérieur à 60°. Toutefois, les trois formes les plus courantes de bassin (androïde, gynécoïde et anthropoïde) peuvent être partagées chez l'un ou l'autre sexe.

###### Seins

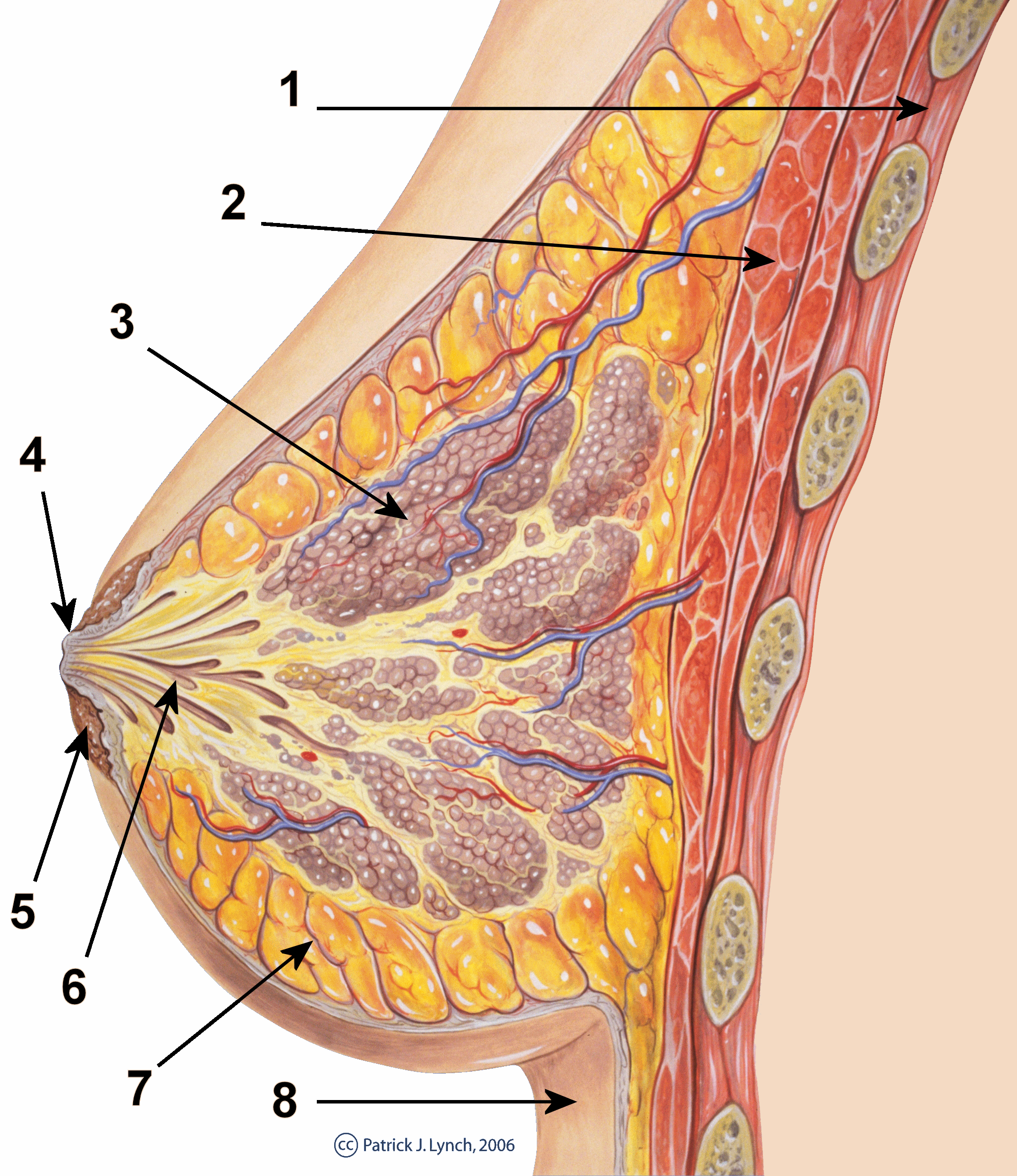
Anatomie du sein.

Les seins des femmes sont plus développés que ceux des hommes. Implantés entre la 3e et la 6e côte, les seins reposent sur le grand pectoral. Richement vascularisés, ils sont essentiellement composés de tissu adipeux. Souvent asymétriques, ils ont des dimensions et des formes différentes selon les individus, qui dépendent de la génétique et de la diététique.
Les seins s'accroissent à la puberté par le développement du système glandulaire et l'apport de tissu adipeux. Chez la plupart des femmes, la taille des seins augmente durant le cycle menstruel et durant la grossesse. Lorsqu'une femme a eu plusieurs enfants, les seins sont plus volumineux et pendants. Chez une femme âgée, le sein rétrécit, du fait de l'atrophie des glandes mammaires et de la diminution du tissu adipeux.
L’aréole est une zone circulaire, pigmentée et en relief qui contient quinze à vingt glandes sébacées. Le mamelon se situe dans l'aréole et contient les canaux galactophores. Cette zone est fortement innervée et donc sensible. Lors de l'allaitement, les glandes sébacées produisent une huile qui protègent le sein du mâchonnement et les glandes mammaires sécrètent le lait.

##### Autres

###### Santé
Les femmes ont une espérance de vie plus élevée que celle des hommes. En 2010, dans les pays de l'Union européenne, les femmes vivent en moyenne 3,5 ans de plus que les hommes, l'écart variant entre les pays, de 1,9 an en Grèce à 5,3 ans en Estonie. Toutefois l'espérance de vie en bonne santé est en Europe quasiment identique, avec des écarts entre hommes et femmes de 0,2 à 0,8 ans en moyenne, en faveur des femmes.
Il nait légèrement moins de femmes que d'hommes (environ 104 garçons pour 100 filles). Ce phénomène est appelé surmasculinité à la naissance.

###### Sens
La sensibilité olfactive est meilleure pour les femmes que pour les hommes, notamment pour les femmes en âge de procréer. L'olfaction évolue au cours de cycle menstruel et est le plus fort durant l'ovulation. Lors de la grossesse, de nombreux témoignages font état de l'accroissement de la sensibilité de l'odorat, toutefois, plusieurs études ne sont pas parvenues à prouver une hyperosmie lors de la grossesse.

###### Psychomotricité
Selon certaines études, les femmes présenteraient des aptitudes psychomotrices différentes de celles des hommes : elles seraient notamment plus aptes à maîtriser les subtilités du langage et auraient plus d'adresse manuelle, tandis que les hommes seraient plus performants en matière d'orientation dans l'espace et de raisonnement logique,. Ces études sont sujettes à des critiques portant notamment sur les tailles d'échantillons statistiquement trop restreints.
Il existe d'autres études démontrant quant à elles, l'absence de dimorphisme sexuel cognitif.

### Reproduction

#### Cycle menstruel
La femme est féconde dès la ménarche, qui survient en général vers l'âge de onze ans, jusqu'à la ménopause qui survient, elle, vers la cinquantaine, et qui est propre à l'espèce humaine. Le cycle ovarien dure environ 28 jours, et est marqué par les menstruations. Contrairement à la plupart des espèces de primates, il n'existe pas de chaleurs, et la période de meilleure fécondité n'est donc pas décelable par les mâles. Cependant, il est avéré que le comportement sexuel des femmes, notamment lors de la recherche d'un partenaire sexuel, est sensiblement différent pendant l'œstrus. L'attirance sexuelle augmente avec l'âge, ainsi que la maturité sexuelle.

#### Grossesse

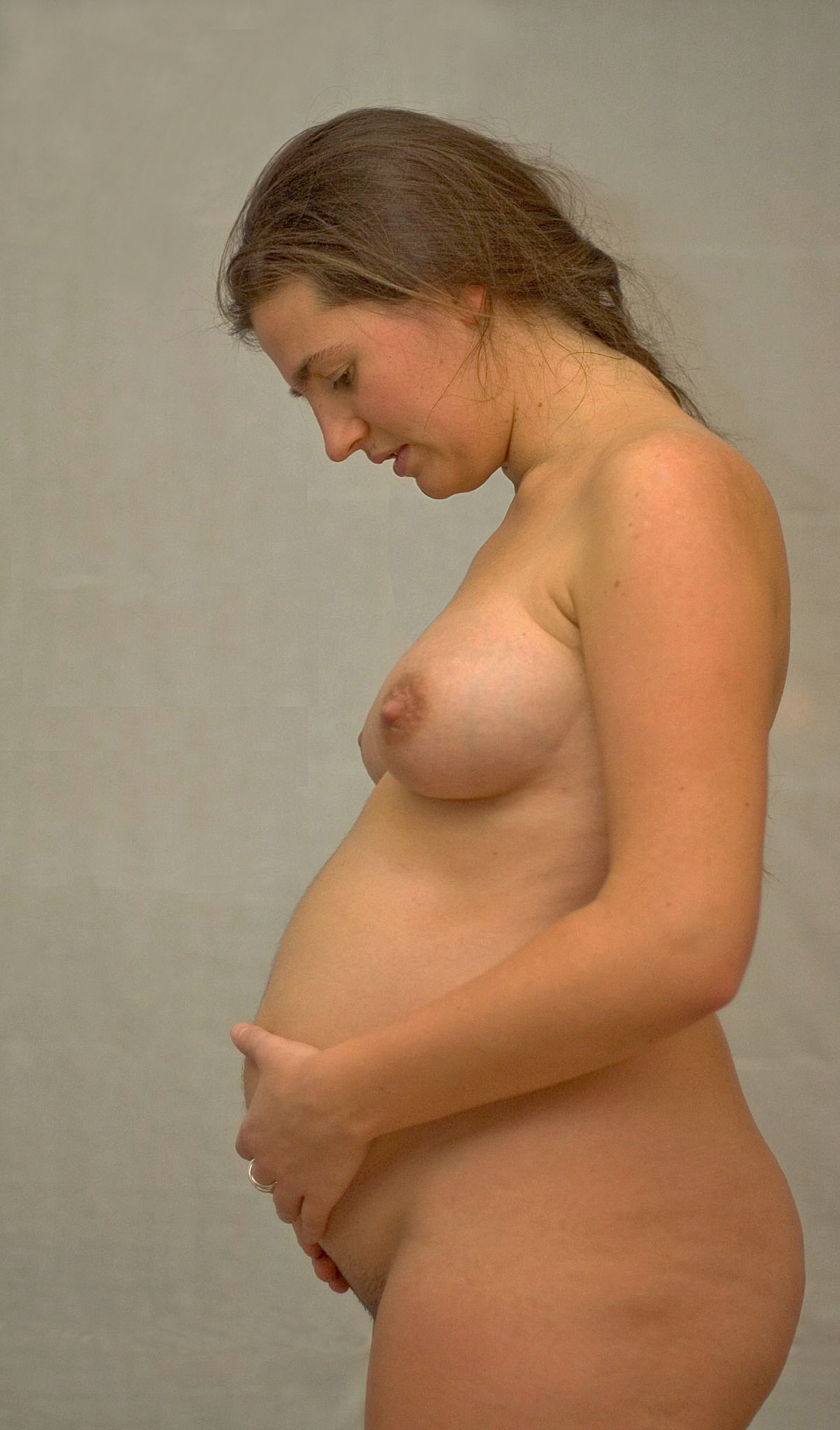
Femme enceinte depuis 26 semaines.

La gestation chez la femme est appelée grossesse, et dure neuf mois. Une femme gravide est dite enceinte. La grossesse est le plus souvent mono-embryonnaire. En France, entre 1995 et 1996, un accouchement sur 70 donne lieu à des naissances multiples, jumeaux ou triplés. La parturition, quant à elle, est appelée accouchement. L'accouchement s'effectue le plus souvent dans la douleur, en raison du volume de la boîte crânienne de l'enfant. Le placenta est éliminé.

#### Allaitement

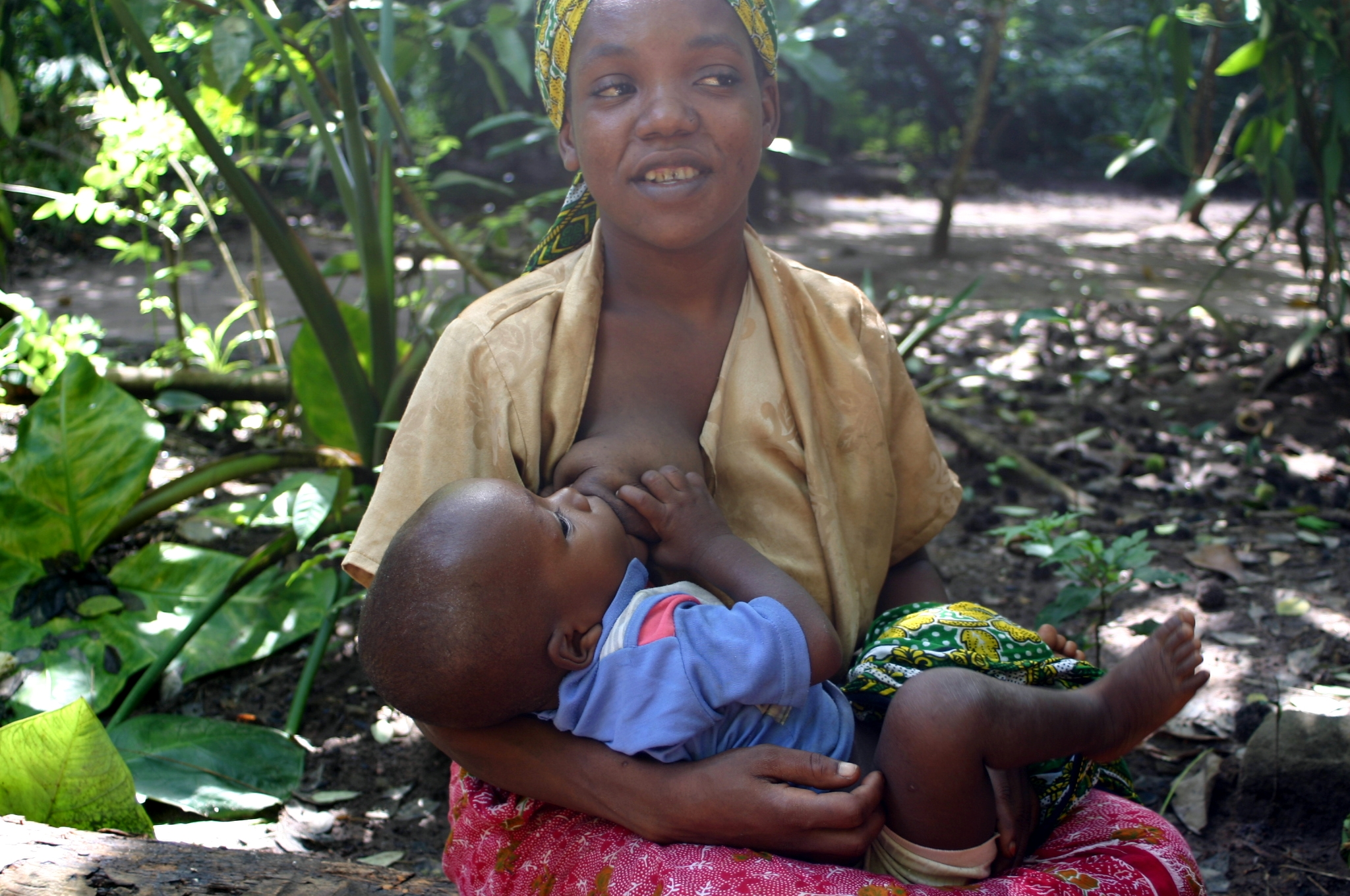
Femme allaitant son nourrisson.

La lactation humaine est liée à la maternité. En fin de grossesse, les cellules mammaires évoluent en cellules sécrétoires, entamant la phase colostrale (lactogénèse de stade I) qui perdure deux ou trois jours après la naissance. Elle est suivie par la montée laiteuse, déclenchée par la chute du taux des hormones placentaires qui installe la phase lactée (lactogénèse de stade II). La production de lait augmente et s'adapte aux besoins de l'enfant.

## La femme dans la société

### Sociétés contemporaines

#### Données socio-démographiques

##### Taux de féminité

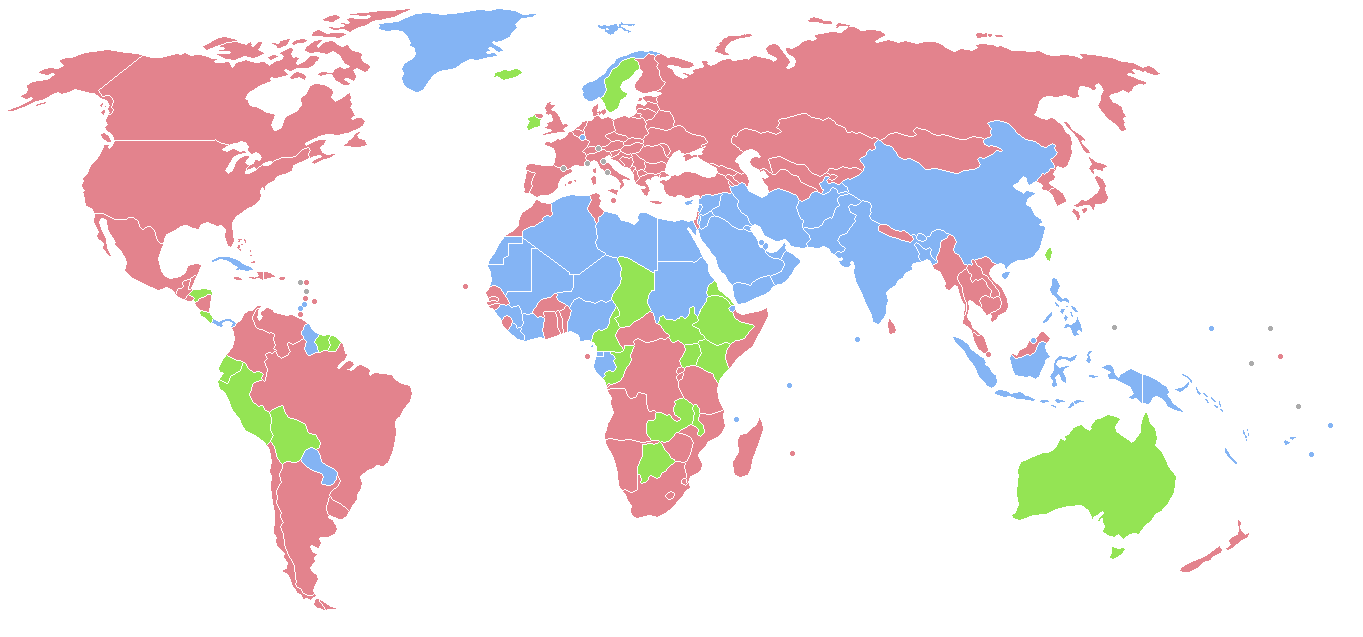
Sexe majoritaire dans la population totale par pays en 2015. Source : ONU.
Population féminine plus importante
Populations masculine et féminine équivalentes
Population masculine plus importante
Données manquantes

##### Développement
Les femmes sont en général plus durement touchées que les hommes par les problèmes de développement. Le Programme des Nations unies pour le développement (Pnud) mesure cela avec deux indices composites de développement humain :
- l'ISDH, indicateur sexo-spécifique de développement humain ;
- l'IPF, indicateur de la participation des femmes.

Dans son rapport paru en 2005 sur l'état de la population mondiale, le Fonds des Nations unies pour la population (UNFPA) dresse une liste de chiffres montrant l'inégalité dont font l'objet les femmes par rapport aux hommes dans le monde. Parmi tous ces chiffres, on peut noter celui du nombre de femmes analphabètes, 600 millions, soit le double de celui des hommes.
En 2014, deux tiers des analphabètes adultes dans le monde sont des femmes. Plus de trois quarts des 758 000 000 analphabètes dans le monde se trouvent en Asie du sud et en Afrique subsaharienne.

#### Dans la sphère publique

##### Droits et citoyenneté
Les femmes ont acquis bien après les hommes et à des périodes différentes suivant les pays, un statut de citoyenne à part entière. Ainsi le droit de vote leur a été reconnu pour la première fois en 1869 dans le Wyoming, 1893 en Nouvelle-Zélande, en 1907 en Finlande russe (où pour la première fois elles peuvent aussi être élues), en 1918 au Canada (au niveau fédéral, les provinces ayant déjà accordé le droit de vote au niveau provincial entre 1916 et 1922 mais seulement en 1944 au Québec), 1919 en Allemagne et 25 ans plus tard en 1944 en France. Depuis les années 1960, le mouvement féministe a fortement contribué à faire inscrire dans le droit civil l'égalité entre hommes et femmes.
Dans un grand nombre[Combien ?] de pays du monde, les femmes et les hommes ont légalement les mêmes droits et donc théoriquement accès aux mêmes fonctions et positions. Le passage réel d'une égalité théorique à une égalité factuelle constitue un sujet de débat, en raison entre autres d'une persistance d'une division sexuée du travail.

###### Divorce
Les femmes sont plus susceptibles de demander le divorce que les hommes, elles sont à l’origine de près de trois quarts des divorces contentieux. Dans plus de 80 % des cas, ce sont les femmes qui obtiennent la garde des enfants. En France, dans les deux tiers des cas, la résidence du ménage est attribuée à la femme.

##### Représentation politique
Selon le rapport annuel d'Oxfam sur les inégalités mondiales de janvier 2020, 18 % des ministres et 24 % des parlementaires dans le monde sont des femmes.

##### Domaines socio-professionnels

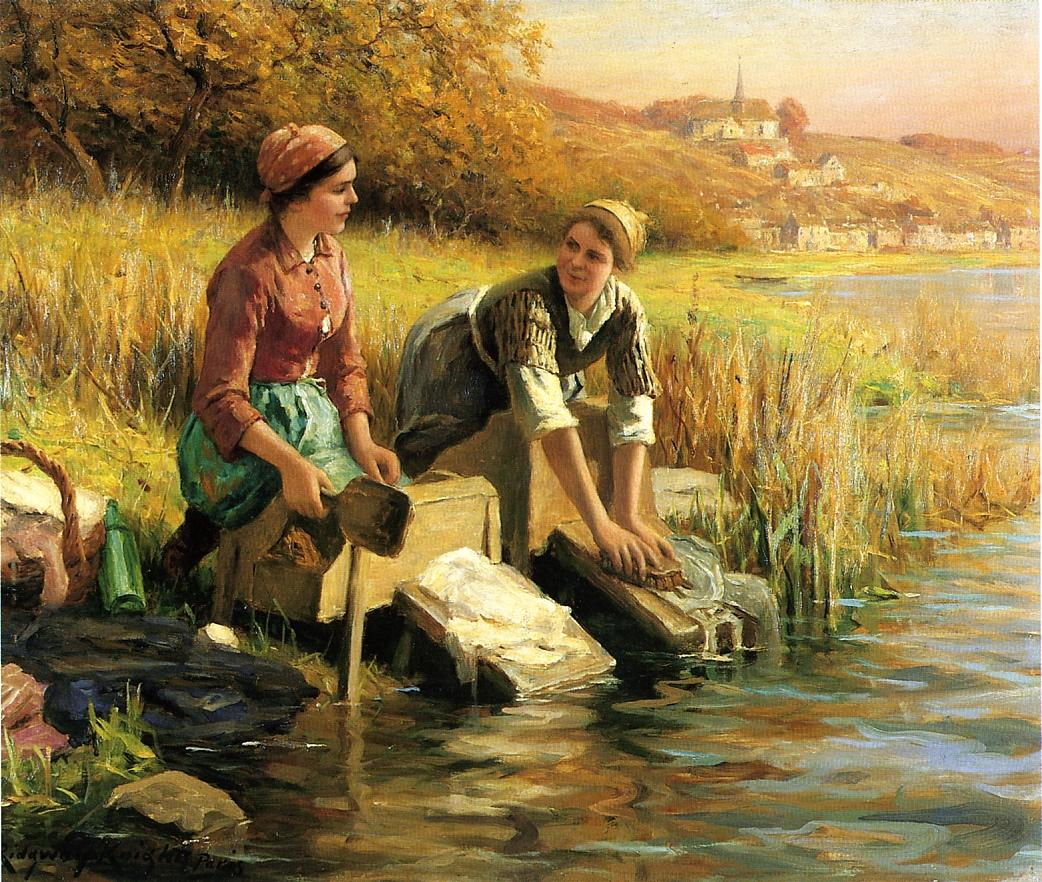
Les Lavandières, activité traditionnellement associée aux femmes, par Daniel Ridgway Knight vers 1898.

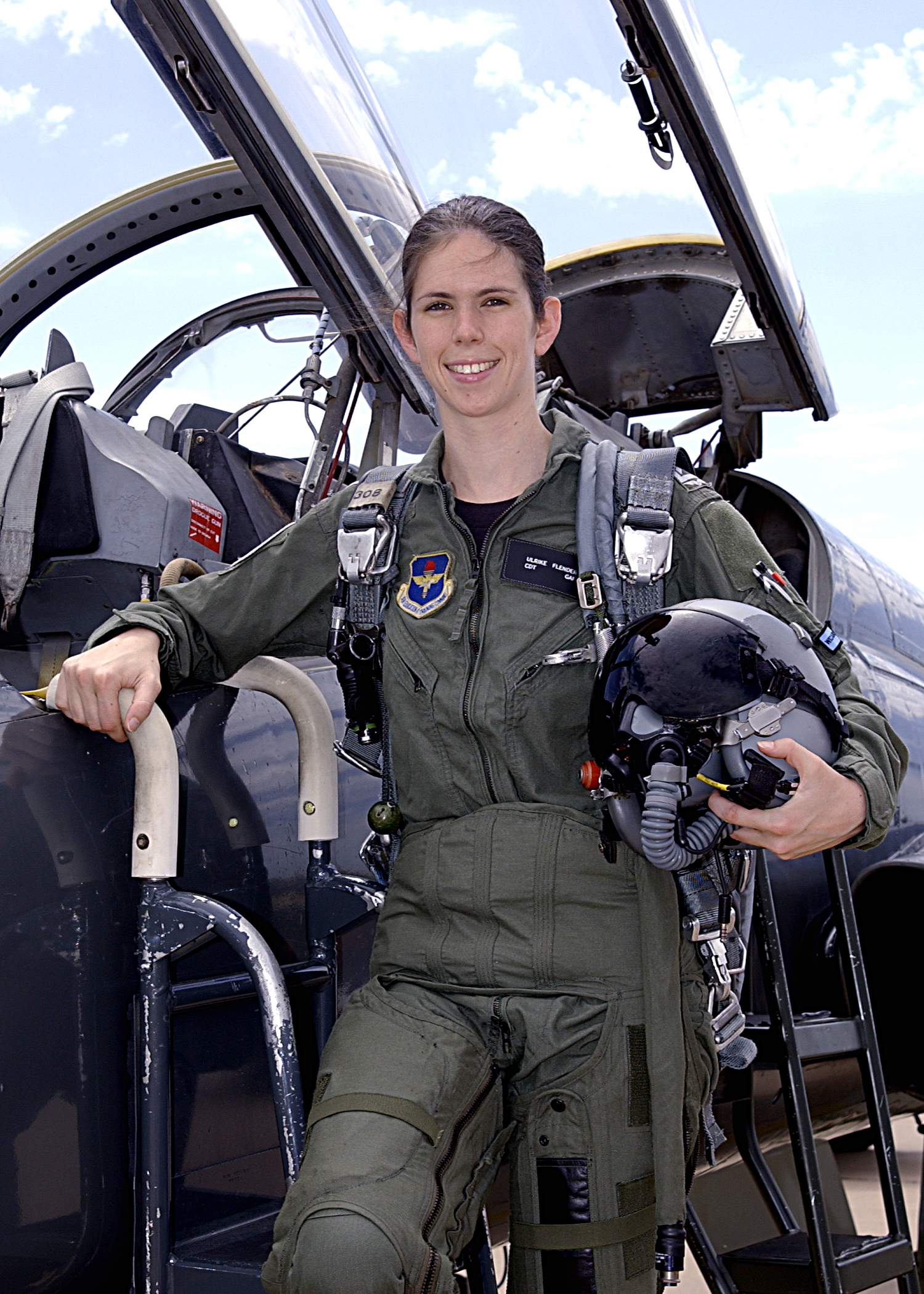
En Occident, depuis le XX de plus en plus de femmes exercent des métiers autrefois réservés aux hommes.

Depuis le XIXe siècle[réf. à confirmer] et jusqu'à aujourd'hui, les professions se sont asexuées même si des différences subsistent et que les salaires ne sont pas les mêmes[réf. nécessaire]. Les femmes occupent majoritairement des emplois dans le secteur tertiaire (services), notamment dans des postes relationnels ou touchant aux fonctions domestiques (cuisine, ménage, soins, garde et éducation des enfants)[réf. nécessaire].

###### Inégalités face à l'emploi et aux salaires
Les femmes et les hommes sont inégaux devant les emplois et les salaires. En moyenne, les femmes ont un revenu inférieur à celui des hommes dans tous les pays du monde. L'indice d'égalité salariale développé par le forum économique mondial est inférieur à 1 pour l'ensemble des pays du monde,.
Les recherches menées aux États-Unis montrent qu'il reste un écart salarial de 7 % qui ne peut pas être causé par le nombre d'heures travaillées, le métier, le niveau d'étude ou le secteur d'emploi. Par exemple en France, les salaires sont en moyenne plus faibles que ceux des hommes et selon l'observatoire de l'IESF, les femmes ingénieures sont en moyenne payées 2 000 € annuels de moins que leurs homologues masculins à la sortie de l'école en 2016, cet écart s'agrandissant au cours de la carrière. Au Royaume-Uni, les femmes tradeurs bien qu'ayant le même salaire que les hommes, reçoivent deux fois moins de bonus qu'eux.
Dans les entreprises, les femmes sont de moins en moins présentes à mesure que l'échelon hiérarchique augmente. Par exemple, en France et en Allemagne, 70 % des chefs d'entreprise sont des hommes. Bien que les inégalités salariales sont en grande partie explicables par des différences de postes, d'expérience et de volume horaire, les femmes restent moins payées que les hommes après ajustement de ces variables,. C'est particulièrement vrai pour les postes les plus qualifiés, que ce soit en raison d'une solidarité masculine ou de la division familiale du travail.
La persistance d'un choix de métiers différents entre homme et femme, ainsi que la prise de congés parentaux et de temps partiels plus importante chez les femmes lorsqu'un couple a un enfant, sont des facteurs eux-mêmes analysés comme résultants de normes sociales sexistes.
Après trente-quatre ans d'existence de la loi pour l'égalité professionnelle, la France se classe, en 2017, 129e sur 144 pays en matière de réduction des inégalités salariales, les femmes gagnant environ 25 % de moins que les hommes et un écart salarial inexplicable d'environ 10 % persistant entre une femme et un homme possédant un contrat, un diplôme, une expérience et des responsabilités identiques. De nombreuses femmes sont encore l'objet de discriminations à l'embauche, lors du renouvellement d'un contrat à durée déterminée, à leur retour de congé de maternité ou parental mais également du fait de leur grossesse comme le montre l'exemple des matermittentes, « inemployables » et sans revenus durant huit semaines.[pertinence contestée]
Plus largement, les hommes détiennent 50 % de richesses de plus que les femmes dans le monde, selon le rapport annuel d'Oxfam sur les inégalités mondiales de janvier 2020.

###### Politique

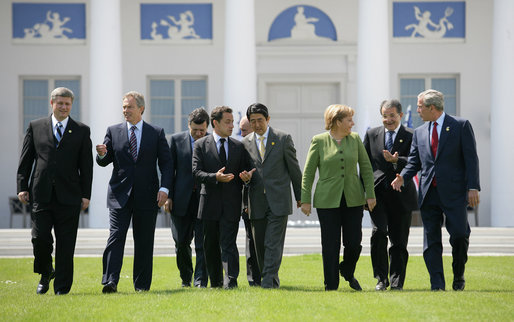
Angela Merkel (en vert), seule femme parmi les chefs d'État et de gouvernement du G8, le 7 juin 2007.

Avant même qu'elles n'obtiennent le droit de vote, certaines femmes étaient déjà actives politiquement, en particulier les suffragettes, et au sein des mouvements socialistes (Flora Tristan, Clara Zetkin, Rosa Luxemburg, Alexandra Kollontaï).
Dans le domaine politique, la seconde moitié du XXe siècle a vu des femmes occuper des postes de premier plan, avec par exemple Golda Meir, première ministre d'Israël, Margaret Thatcher, première ministre du Royaume-Uni, Angela Merkel devenue chancelière ou Tarja Halonen, présidente de Finlande, et au Pakistan en 1988, Benazir Bhutto devient la première femme à devenir chef de gouvernement dans un pays musulman. Elles restent cependant largement minoritaires dans les différentes instances du pouvoir.

###### Sciences
En science, les femmes sont moins présentes que les hommes. Par exemple, seuls 3 % des détenteurs de prix Nobel sont des femmes. Les historiens Margaret W. Rossiter, Londa Schiebinger et Yaël Nazé ont mis en lumière les inégalités entre les hommes et les femmes dans les milieux scientifiques. Margaret Rossiter a développé les concepts de ségrégations hiérarchique et territoriale comme l'effet Matilda — par lequel les contributions des femmes scientifiques sont dévaluées, puis attribuées à des collègues masculins — et l'effet de harem,.
Attirer davantage de filles et de femmes dans l’éducation et les carrières liées aux sciences permettrait de progresser vers une plus grande égalité des genres. Les filles sont souvent élevées pour croire que les sciences sont des matières « masculines » et que les aptitudes féminines dans ce domaine sont intrinsèquement inférieures à celles des hommes. Cela peut saper la confiance en soi de filles, leur intérêt et leur inclination à étudier les matières des STIM.
Le manque d’intérêt des filles pour l’étude des sciences signalé dans divers contextes est souvent considéré comme lié à une inégalité dans l'accès et l’expérience d’activités éducatives liées aux sciences au domicile ou dans d’autres environnements. Selon l’étude PISA 2012, les garçons avaient plus de chances que les filles de participer à des activités extrascolaires se rapportant aux sciences, telles que le visionnement d’émissions de télévision sur les sciences, la visite de sites web sur les sujets scientifiques ou la lecture d’articles sur les sciences dans des journaux ou des magazines. Les familles aux ressources limitées n’ont peut-être pas les moyens, le temps ou les contacts nécessaires pour promouvoir l’apprentissage par leurs enfants des mathématiques et des sciences. Cela a été documenté comme un facteur affectant la participation des filles aux programmes d’ingénierie en République de Corée et aux États-Unis, entre autres contextes,.

###### Sport

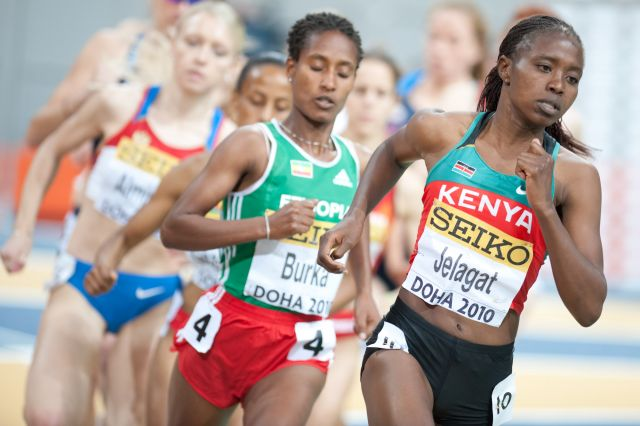
Un groupe de coureuses en 2010.

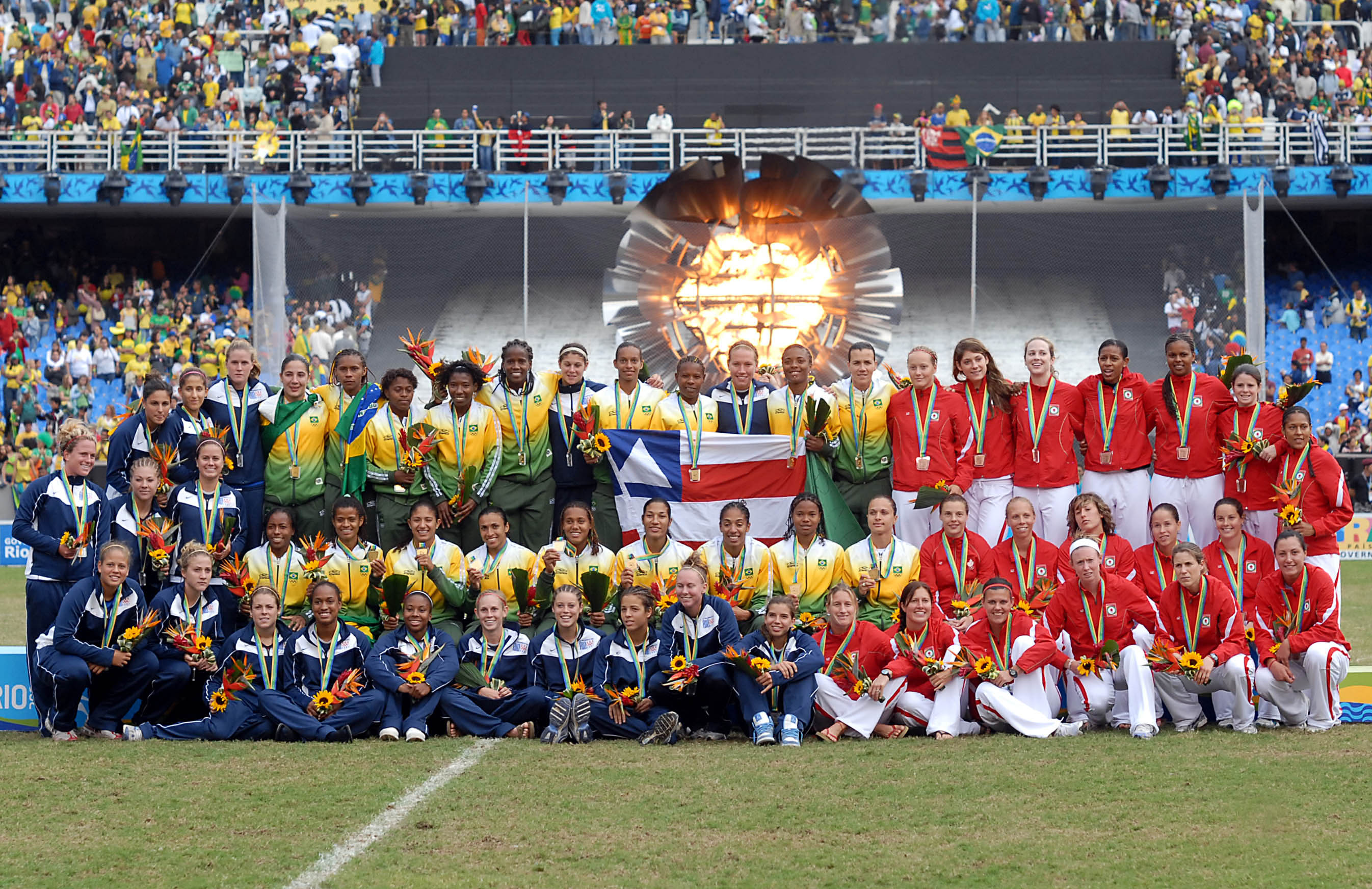
Podium du football féminin : Brésil (or), États-Unis (argent) et Canada (bronze) lors des Jeux panaméricains de 2007, à Rio de Janeiro.

Certaines disciplines sportives, comme les sports de ballons, sont organisées sans mixité. Pour les disciplines pratiquées à la fois par des hommes et par des femmes, la règle courante consiste à comparer les performances des femmes exclusivement entre elles. Dans la plupart des compétitions mixtes, telles que le marathon, où les hommes et les femmes sont ensemble, les organisateurs appliquent cette règle de comparaison entre hommes d'un côté et entre femmes d'un autre : cette pratique peut provoquer des problèmes d'équité si une concurrente bénéficie de la présence de "lièvres" masculins à ses côtés. Les disciplines qui ne réservent aux femmes aucune catégorie particulière et, donc où la performance de chacun est comparée sans distinction homme/femme, sont peu nombreuses ; la plupart des sports hippiques, la course automobile et la voile appartiennent à ce dernier type de discipline.
Dans le sport professionnel, les salaires et les primes des femmes sont le plus souvent inférieurs à ceux des hommes : le sport masculin étant plus diffusé dans les médias et suscitant donc plus de revenus. Le football et le cyclisme sont des exemples frappants. Les principales disciplines qui comptent des femmes comme athlètes de renommée internationale sont l'athlétisme, la gymnastique, la natation, le tennis, le patinage artistique et la voile.
Dans le monde échiquéen, des prix spéciaux sont souvent attribués aux femmes ; parfois, les catégories sont distinctes, ou bien les joueurs/joueuses sont ensemble mais les classements sont distincts. Ceci est dû à une volonté d'encourager la participation féminine dans une activité notoirement masculine, encouragement dont les effets ont pu être constatés. Cependant ce système de récompenses est souvent compris comme s'adaptant à une différence de capacités entre hommes et femmes (et peut être parfois adopté pour ce motif). La seule mesure en faveur de la mixité qui n'encourt pas cette supposition est le quota : une équipe de division trois ou plus doit présenter au moins une femme. Si cette femme est le plus souvent au dernier échiquier, c'est dû à la faible population de joueuses laquelle induit une faible population de fortes joueuses. Là encore, ce fait est souvent perçu comme le signe de la supériorité des capacités masculines.

#### Dans la sphère privée

##### Droits familiaux et sexuels
Des droits et devoirs familiaux différents sont attribués traditionnellement en fonction du sexe. Dans les pays où la polygamie est autorisée, celle-ci est presque toujours polygyne.
L'activité sexuelle et amoureuse des femmes est discriminée en rapport à celle des hommes, ce qui constitue un double standard. En effet, l'un des clichés les plus frappants concerne la discrimination sur l'âge des partenaires, la femme ayant socialement injonction à être (ou au minimum à paraître) plus jeune que son compagnon, ce qui est constitutif d'une discrimination importante.

##### Violences
Si les femmes sont globalement moins exposées aux assassinats que les hommes, dans la sphère familiale et conjugale les statistiques s'inversent, et en 2014 elles représentent 75 % des victimes dans le monde.
Selon les pays, la violence conjugale touche entre 15 % et 70 % des femmes.

###### En France
En France, entre 2010 et 2012, une étude de l'Insee et de l'ONDRP sur les Français de 18 à 59 ans montre que 201 000 femmes et 74 000 hommes déclarent avoir été victimes de violences conjugales. Le taux de plainte pour les violences conjugales est de 16 % pour les femmes et 7 % pour les hommes, le plus faible taux de plainte des hommes s'explique par un biais culturel, les hommes n'osant pas porter plainte contre leur conjointe.
83 000 femmes et 13 000 hommes sondés déclarent avoir été victimes de viols et le taux de plainte est de 11 % pour les femmes et un taux non significatif pour les hommes,. En dehors du ménage, les femmes sont plus exposées aux violences sexuelles que les hommes (0,6 % des femmes pour 0,2 % des hommes en moyenne entre 2012 et 2016, soit trois fois plus).
Selon le rapport d'enquête « Cadre de vie et sécurité » 2017, en moyenne entre 2012 et 2016, les femmes sont plus concernées par les violences au sein du ménage que les hommes : en moyenne, chaque année entre 2012 et 2016, 1,1 % des femmes âgées de 18 à 75 ans déclarent avoir subi des violences tandis que cette proportion est de 0,6 % des hommes du même âge. Le conjoint est l'auteur dans 59 % des cas des violences physiques et dans 61 % des cas des violences sexuelles subies au sein du ménage.

#### Périodes de guerre

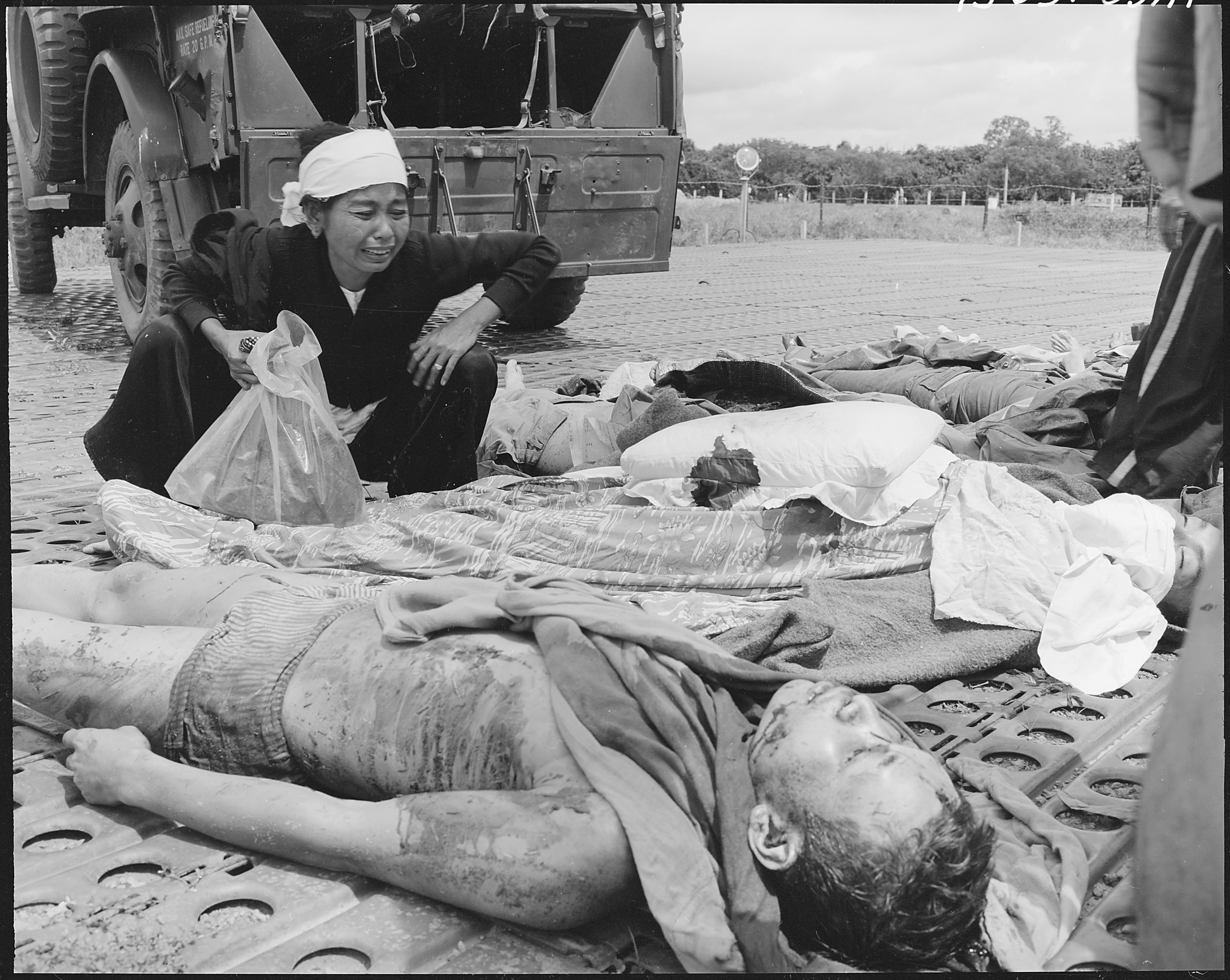
Femme en pleurs devant son mari tué

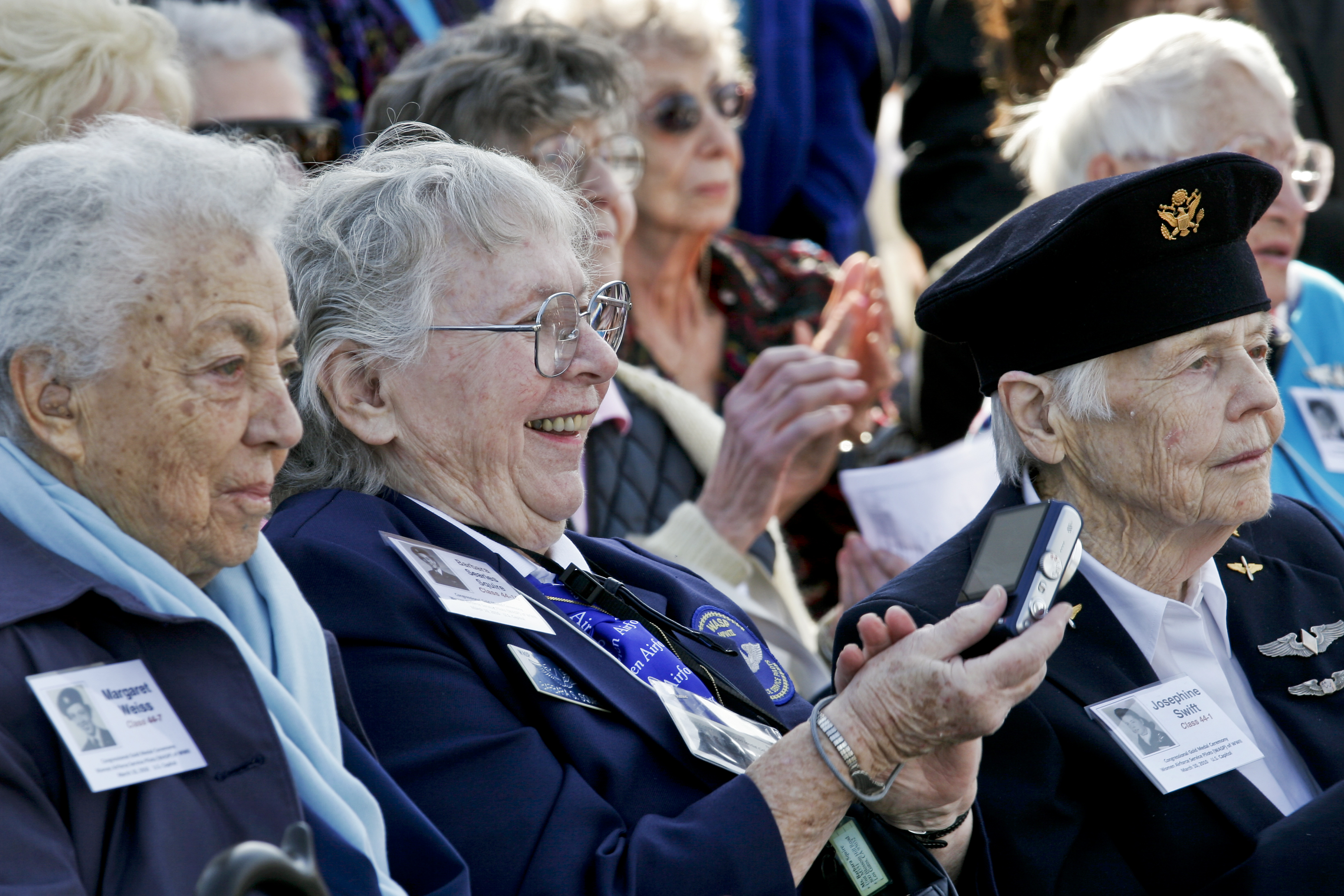
Des femmes vétéranes des forces armées lors d'une cérémonie commémorative.

De nombreuses femmes dans le monde sont victimes de la guerre : victimes de la violence, déplacées, détenues, veuves, séparées de leurs proches et plus spécifiquement victimes de viols. Si la guerre et la violence, aujourd’hui, n’épargnent personne, les hommes, les femmes, les garçons et les filles sont touchés de façons différentes.
L’impact de la guerre sur les femmes dépend en grande partie de la mesure dans laquelle leur sécurité personnelle est touchée, des moyens qu’elles ont pour assurer leur survie et celle de leur famille, des éventuelles blessures ou pertes qu’elles subissent et, en pareil cas, de la manière dont elles en sont affectées. Leur sort résulte aussi, souvent, de ce qui est arrivé aux hommes de la famille.
En effet, par exemple pendant la Première Guerre mondiale, les femmes françaises ont été appelées par le gouvernement pour assurer les tâches masculines puisque les hommes sont partis au combat. Elles ont assuré les récoltes des champs, elles ont travaillé également dans les usines d'armement (les munitionnettes) afin de contribuer à l'effort de guerre. Elles jouaient également le rôle de soutien moral auprès des troupes en étant marraine de guerre. Les femmes s'engagent comme infirmières, elles sont conductrices de tramway. Certaines sont même au combat comme les amazones russes. À la suite de ces différents rôles, les femmes souhaitent avoir le droit de vote et leur émancipation. Elles obtiendront seulement le droit de vote en 1944 pour la France, de même que pour le Québec. Au retour des hommes traumatisés, l'émancipation de la femme semble difficile car ils préfèrent une femme consolatrice.
La protection des femmes en temps de guerre est consacrée par le droit international humanitaire (DIH), qui lie aussi bien les États que les groupes d’opposition armés. Cette branche du droit, dont les quatre Conventions de Genève de 1949 et leurs deux protocoles additionnels (Protocole I, Protocole II) du 8 juin 1977, protège les femmes en tant que personnes civiles et que combattantes capturées ou blessées. Nombre de ses règles relèvent du droit coutumier et ont donc force obligatoire pour les parties à un conflit que celles-ci aient ratifié ou non les traités pertinents.

### Histoire de la condition féminine
C'est à partir de la prise de conscience de l'inégalité de condition et de statut social entre les hommes et les femmes au XXe siècle, que s'est développée l'étude de la place des femmes dans les différentes cultures, aux époques contemporaine et antérieures. Les mouvements féministes et égalitaristes combattent les inégalités de droits et de statuts entre les hommes et les femmes. Plusieurs chercheurs ont tenté, notamment à partir des années 1970, de lutter contre ce qu'ils percevaient comme un biais sexiste des sciences sociales, par exemple en histoire et ont montré l'absence des femmes en tant qu'objet d'étude,,,,,,Interprétation abusive ?. D'après Micheline Dumont, l'historiographie aurait un biais d'exclusion des femmes.

#### Antiquité
Lors des guerres des civilisations proche-orientales, quelques femmes souveraines se sont investies dans les actions militaires et les femmes de cours, possession du vaincu, étaient considérées comme butin de guerre. Les femmes du peuple subissaient les exactions de guerre, dont les déportations, comme le reste de la population.

##### Grèce

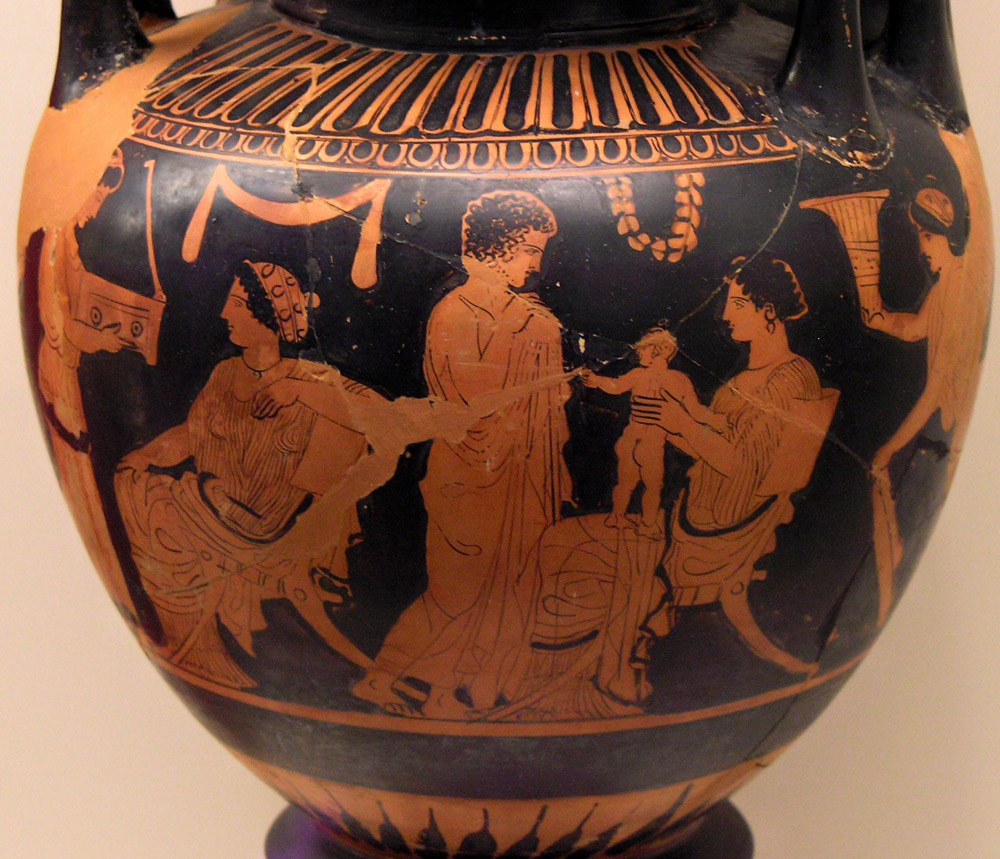
Scène familiale de gynécée, lébès nuptial à figures rouges, v. 430 av. J.-C., Musée national archéologique d'Athènes.

Les filles, n'étant pas formées à l'art de la guerre ne pouvaient donc pas défendre la cité. Considérées comme moins utiles que les garçons, elles étaient plus souvent exposées qu'eux, c'est-à-dire abandonnées dans la nature, ou vendues comme esclaves (Stobée rappelle la formule : « Un garçon, on l'élève toujours, même si on est pauvre ; une fille, on l'expose, même si on est riche. ») Dans les cas où elles étaient élevées, elles bénéficiaient de moins de soins et d'attention.
La misogynie est courante et les femmes sont éloignées de la vie intellectuelle de la cité. Sémonide d'Amorgos dit d'ailleurs que « c'est Zeus qui a créé le mal suprême : les femmes », faisant référence au mythe de Pandore. On trouve, cependant, quelques exceptions, notamment à l'école pythagoricienne qui avait en son sein la mathématicienne, médecin et philosophe Théano.
De plus, à Sparte les femmes sont considérées, sinon comme égales des hommes, du moins comme jouant un rôle primordial dans la Cité. Ainsi reçoivent-elles une éducation fondée sur l'apprentissage de la musique et de la danse, mais ayant aussi pour but de développer leur solidité physique : course à pied, lancer du disque et du javelot. Il n'est pas rare de voir des femmes monter à cheval et, à l'instar des hommes, une partie de leur formation (l'Agôgè) inclut des activités de lutte. Les Spartiates considéraient en effet que seules des femmes solides et vigoureuses pouvaient donner naissance à de futurs grands soldats, et cela conformément à la structure belliciste de leur société[réf. nécessaire].
Dans Lysistrata, une comédie de 411 av. J.-C., Aristophane imagine les femmes faisant une « grève du sexe », afin de raisonner leurs maris et établir la paix entre les cités : « Pour arrêter la guerre, refusez-vous à vos maris. »

##### Rome
À Rome, le statut civil de la femme est initialement déterminé par son rôle par rapport aux hommes :
1. puella, virgo (jeune fille) : la fille reçoit essentiellement une instruction domestique ; elle porte, comme le garçon, une bulle qu'elle abandonne le jour de son mariage ;
2. uxor, conjux (épouse) : les filles se marient à partir de 14 ans environ, puis de plus en plus tôt au cours des siècles (vers 12 ans à la fin de l'Empire romain d'occident)[102] ; la femme est considérée comme une mineure qui passe par le mariage de l'autorité du père à celle de son mari ; il convient cependant de remarquer que ce statut est aussi celui de la plupart des hommes de la maison, soumis à l'autorité du patriarche ;
3. matrona, materfamilias (mère de famille) : en tant que mère, la femme est gardienne du foyer.

Le Code de Théodose comporte plus de deux cents lois détaillant le statut de la femme au Bas-Empire romain,.

##### Perse
Le zoroastrisme affirme l'égalité entre hommes et femmes. Il y a peu de sources sur la place des femmes dans la Perse antique mais les tablettes élamites retrouvées à Persépolis montrent cependant qu'elles travaillaient au même titre que les hommes et recevaient le même salaire. À noter aussi que sous la dynastie sassanide deux femmes sont brièvement montées sur le trône.

## Symbolique de la femme

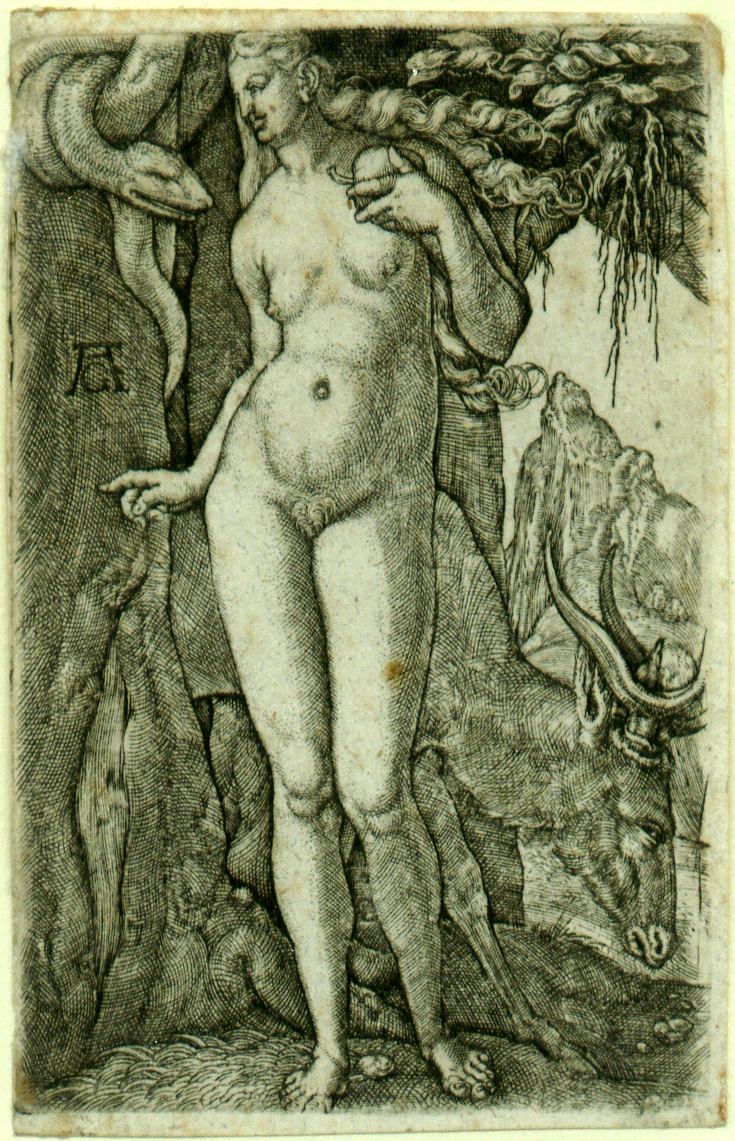
Ève, figure biblique de la mère de l'humanité, s'apprête à succomber au péché originel et à en provoquer les conséquences.

### Dans les religions

#### Les déesses mères

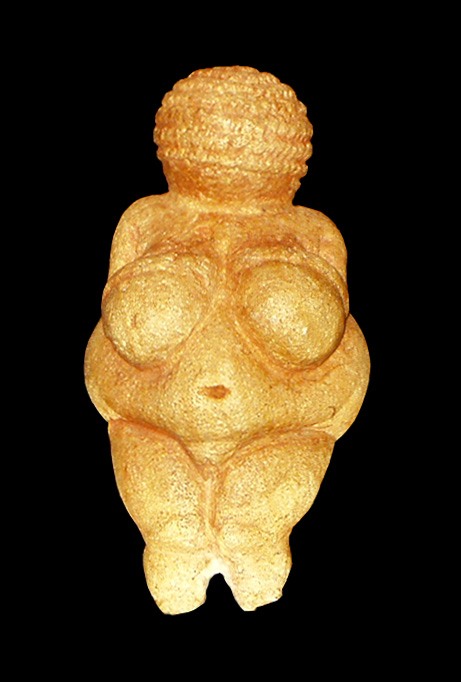
La Vénus de Willendorf.

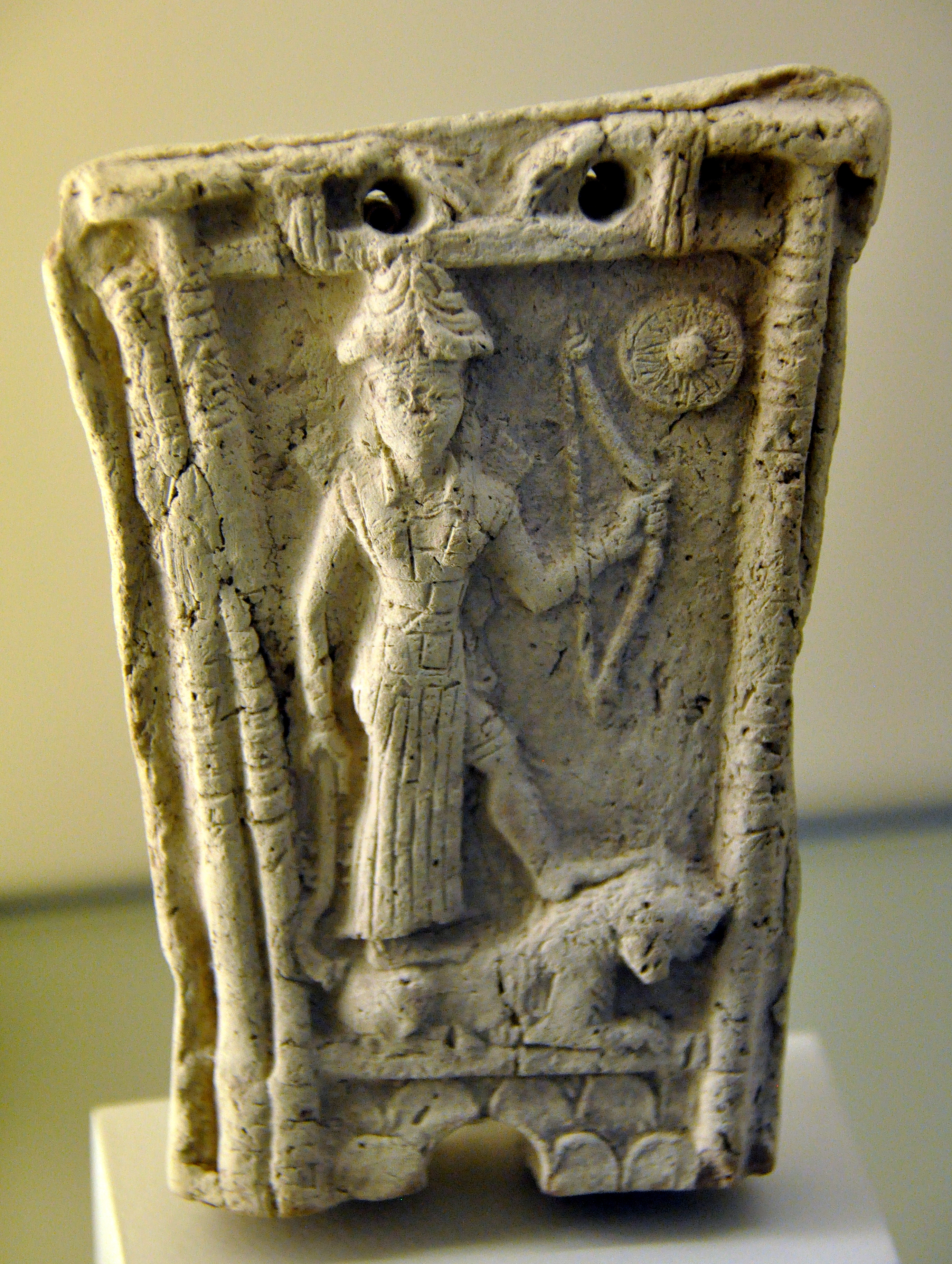
La déesse Ishtar debout sur un lion tenant un arc de la Mésopotamie du Sud, Iraq, daté entre le

De nombreuses statuettes féminines, nommées Vénus, ont été retrouvées en Europe et au Proche-Orient et datées du Paléolithique supérieur. Ces statuettes présentent généralement des proportions exagérées du ventre, des fesses, des seins et de la vulve. Du fait de l'absence d'écriture, le fait qu'elles soient l'objet d'un culte est débattu par la communauté scientifique. Marija Gimbutas plaide cependant pour l'apparition dans une société indo-européenne primitive d'un culte de la déesse mère. Les proportions exagérées sont très certainement reliées à la fécondité et aux mystères de la génération de la vie.
De nombreuses religions ont une déesse mère associée à la fertilité : Déméter dans la mythologie grecque et son pendant romain Cérès, Devî, divinité indienne ou encore Isis dans la mythologie égyptienne. En Mésopotamie, bien avant les cultes romains et grecs on trouve le culte d'Innana ou Ishtar, déesse guerrière, de l'amour et de la sexualité, octroyant également le pouvoir de régner.

#### Religions antiques
À partir de l'utilisation des métaux, la société s'oriente vers une organisation tripartite « prêtre, guerrier, producteur » patriarcale. Les déesses s'effacent devant les dieux, qui deviennent de plus en plus nombreux. Les déesses représentent l'amour (par exemple Aphrodite) ou le foyer comme Frigg, bien qu'il subsiste des figures féminines aux rôles guerriers telles Artémis ou Athéna. Elles sont fortement associées à la sexualité, sont souvent en couple, parfois incestueux comme Isis et Osiris et les temples antiques sont des lieux de prostitution dès le IIIe millénaire av. J.-C.. On retrouve toutefois dans de très nombreuses cultures et religions l'archétype d'une Déesse-mère, ou Grande-mère, « femme maternelle et bienfaisante » : Astarté, Isis, Dea, Syria, Mâyâ, Mari, Marica, Magna Mater (Cybèle), Anaïstis, Aphrodite , Rhéa, Déméter, Myriam, Chalchiuhtlicue ou Shing-Moo ou encore Guanyin.

#### Religions contemporaines
La plupart des religions contemporaines possèdent un livre sacré (Bible, Coran, Mahabharata...). Les femmes sont rarement présentes dans les textes : 80 % des personnages de la Bible sont des hommes, trois sourates sur 114 ont partiellement ou totalement pour objet une femme dans le Coran et un livre sur dix-huit du Mahabharata est consacré à la femme. Cette sous-représentation s'explique souvent par les thèmes guerriers abordés qui laissent peu de place aux femmes.
La représentation féminine ne ressort donc que par les récits populaires, tels le culte des icônes de la religion orthodoxe ou les célébrations hindoues autour de Shiva. Les religions qui n'admettent que l'« écriture officielle », comme l'islam, le judaïsme ou le protestantisme, accordent aux femmes un rôle mineur.

##### Judaïsme
Le judaïsme assigne des rôles précis aux hommes et aux femmes, en particulier chez les juifs orthodoxes : les femmes n’ont généralement pas accès au rabbinat et sont perçues comme « impures » pendant leur période menstruelle. Les relations sexuelles hors mariage sont prohibées et les couples doivent se soumettre aux règles de la niddah (« lois de la pureté familiale »). Le divorce et la répudiation sont permis mais découragés. L’avortement est autorisé dans les cas suivants : si le fœtus met en danger la vie de la mère, le fœtus est mal formé, ou que la mère soit incapable mentalement d'assumer la grossesse. La contraception n'est tolérée que dans certains cas et pour une durée définie. La polygamie, traditionnellement permise, est interdite depuis le XIe siècle.

##### Christianisme

###### Église catholique
Avec la mise en valeur de la Vierge Marie, le christianisme va progressivement renverser les valeurs attribuées à la sexualité des femmes. Il faudra dix siècles pour que les déesses du plaisir charnel laissent la place à la chasteté et à l'amour spirituel de Marie.
L'Église catholique n’admet pas la confusion des rôles masculin et féminin, exclut les femmes de l'ordination, ne reconnaît pas le divorce (sauf dans de rares cas et assimile le remariage à l'adultère), ne permet ni la sexualité en dehors de l’union du couple, ni l’avortement, ni la contraception par des méthodes non naturelles. Elle a dès l'origine proscrit la polygamie et la répudiation qui étaient des pratiques courantes dans le monde antique, et elle est soumise en son sein même aux questions du féminisme chrétien.

###### Protestantisme
Le protestantisme prône le sacerdoce universel et donc celui des femmes. Néanmoins les libertés et interdits décrétés par la religion concernant les femmes varient très fortement selon les courants protestants, du plus libéral jusqu'au plus orthodoxe.

##### Islam

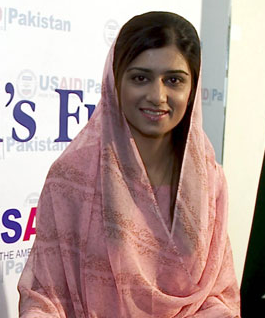
Hina Rabbani Khar, ministre des affaires étrangères du Pakistan de 2011 à 2013.

L'islam n’admet pas la confusion des rôles masculin et féminin, ni la sexualité en dehors de l’union du couple. Cette religion offre la possibilité de divorce sous certaines conditions. L'homme musulman a le devoir de protéger son épouse et de lui laisser libre choix de ses activités. La femme a le droit de travailler ou de divorcer sans le consentement de son époux. La femme est perçue comme « impure » en période de menstruation et pour « soulager » ce phénomène biologique elle est interdite de prière. L'islam permet l'avortement dans certaines situations précises, quand par exemple la conservation du fœtus met la vie de la mère en danger. La polygamie est permise par le Coran à la condition que la femme soit consentante et que l'homme ne privilégie aucune de ses femmes ; il devra leur donner de l'argent et s'occuper d'elles de manière strictement égale, il ne pourra avoir que quatre épouses au plus et sous le consentement de ses premières épouses.

##### Bouddhisme
Kannon (et tous ses alias en Asie) est l'archétype de la Mère miséricordieuse.
Le Bouddha Sakyamuni a donné aux femmes la pleine ordination. Cependant, au fil du temps, le nombre de nonnes s'est moins développé que celui des moines dans les pays bouddhistes. Ainsi, au Tibet, elles étaient 27 000 avant l'invasion chinoise de 1959 alors qu'il y avait environ 592 000 moines.
Par contre, les femmes laïques ont joué un grand rôle au Tibet par le fait que Padmasambhava - le fondateur du bouddhisme tantrique au Tibet - et son équipe ont fondé la communauté rouge, donc monastique composée de moines et de nonnes, et la communauté blanche formée de laïcs tant hommes et femmes. Les femmes et les hommes de cette communauté blanche pouvaient se marier, et devenir lamas. Parmi les nombreuses femmes dont s'honore le bouddhisme tibétain, citons Yeshe Tsogyal, Jomo Manmo, Nigouma, Matchik Labrön et Ashi Khandro. Il y a eu aussi des lignées familiales de maîtres à disciples, voire de mère à fille. Les maîtres femmes ont surtout existé au sein de l'école nyingma, et moins dans les écoles sakya et géloug.

### Dans les arts

#### Littérature
Cassandre et Hélène sont deux figures féminines de la mythologie grecque. Rosalinde est un personnage du théâtre de William Shakespeare présent dans une intrigue jouant de l'ambiguïté entre sexes, Mademoiselle de Maupin reprendra ce thème à l'époque moderne. Madame Bovary est le personnage d'un roman réaliste qui a été accusé d'immoralité et d'obscénité à sa parution en 1857.

#### Arts visuels
La représentation de la femme dans les arts visuels est le reflet des pudeurs et des tabous imposés ou des audaces permises dans les sociétés humaines selon les époques et les cultures :
- Durant la préhistoire, les sculpteurs accentuent les caractères sexuels apparents chez des vénus paléolithiques comme la Vénus de Willendorf et des gravures rupestres représentent fréquemment les parties génitales féminines, aussi bien que masculines[115].
- Les sculptures grecques antiques de femmes nues ne détaillent pas leur intimité en ne présentant « aucune ouverture ou légère séparation des monticules pelviens », mais ne cachent pas leurs seins[116].
- Les artistes occidentaux, jusqu'au milieu du XIXe siècle, vont dès lors principalement représenter des corps de femmes plus ou moins idéalisées, jusqu'aux scandales provoqués par des toiles comme L'Olympia d'Edouard Manet peinte en 1863 et L'Origine du monde de Gustave Courbet en 1866. Au XXIe siècle, des artistes revendiquent le sexe féminin comme moyen d'expression, s'efforçant ainsi de casser toujours plus les tabous hérités du XIXe[117].

##### Sculpture

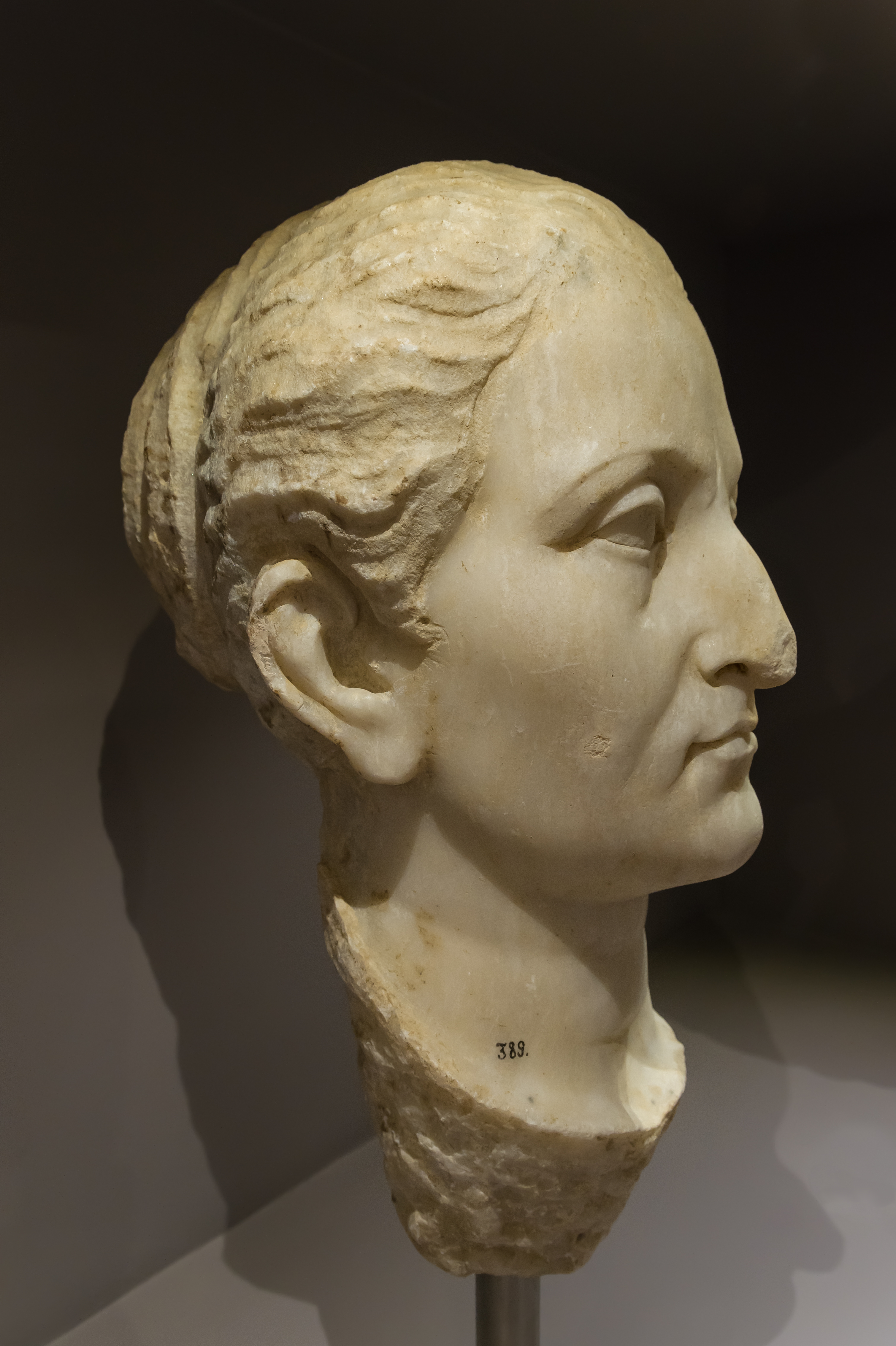
Femme romaine. Chersonèse, IIe siècle.
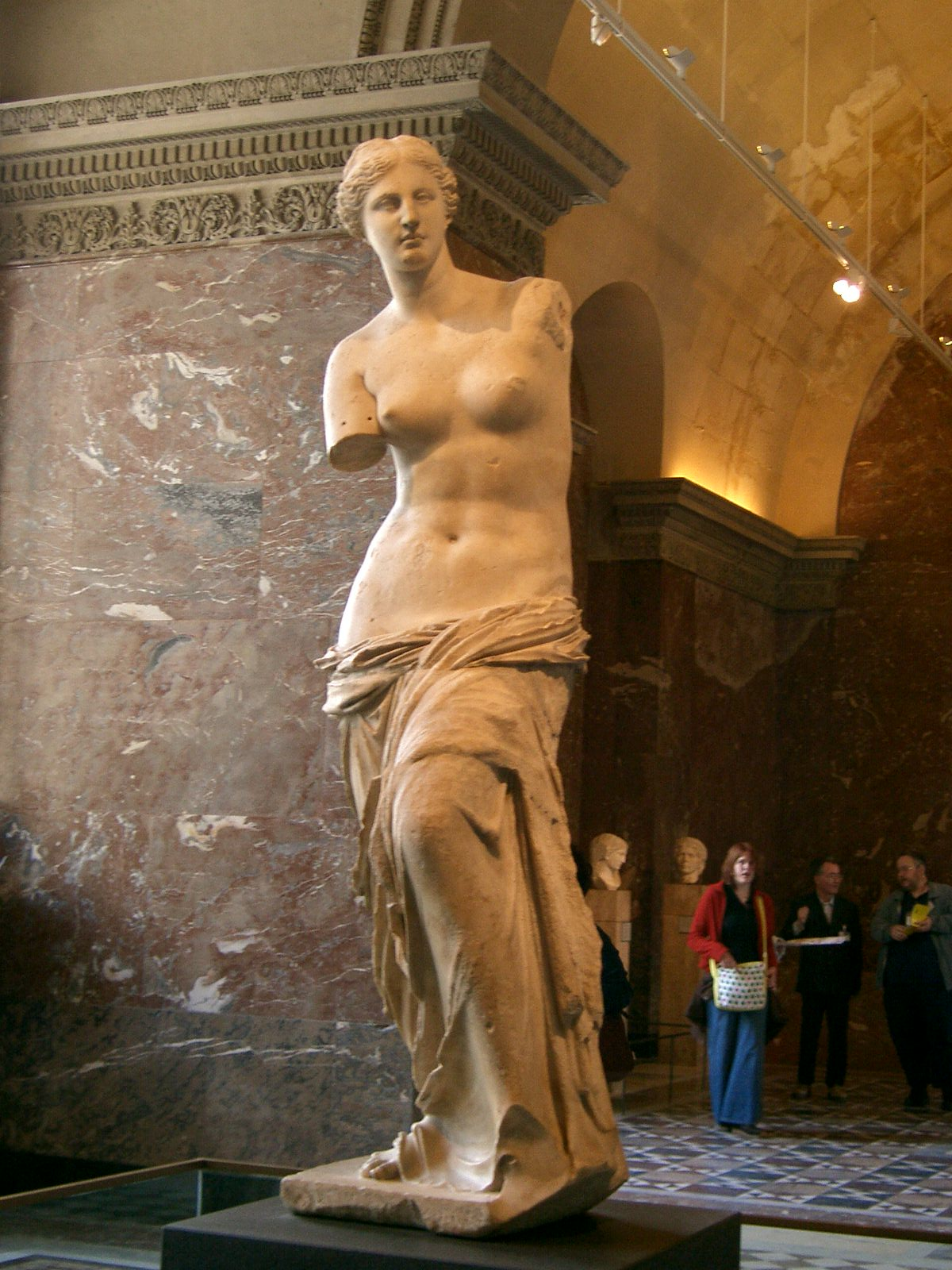
Vénus de Milo.
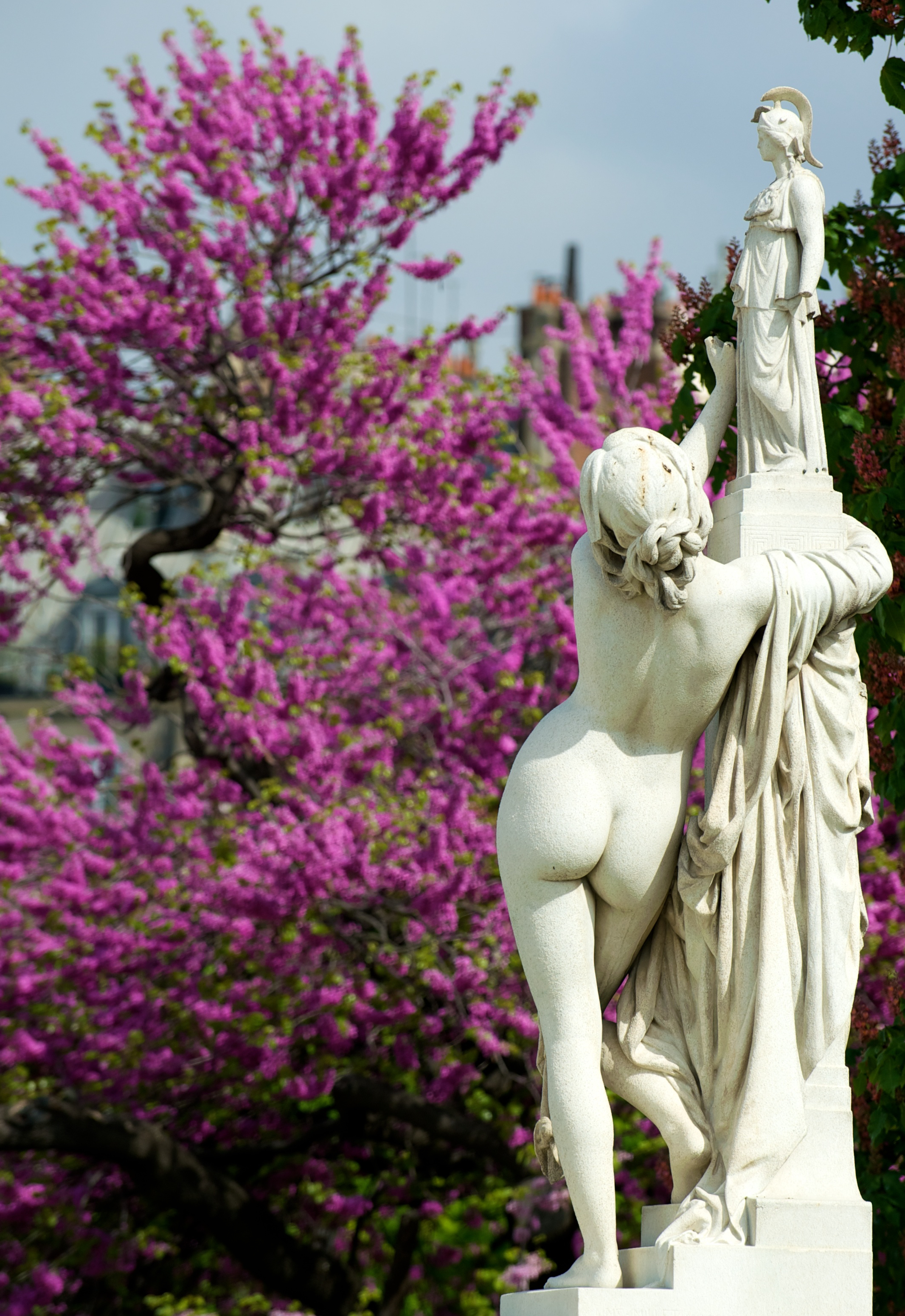
Cassandre sous la protection de Pallas — nom épliclèse d'Athéna.
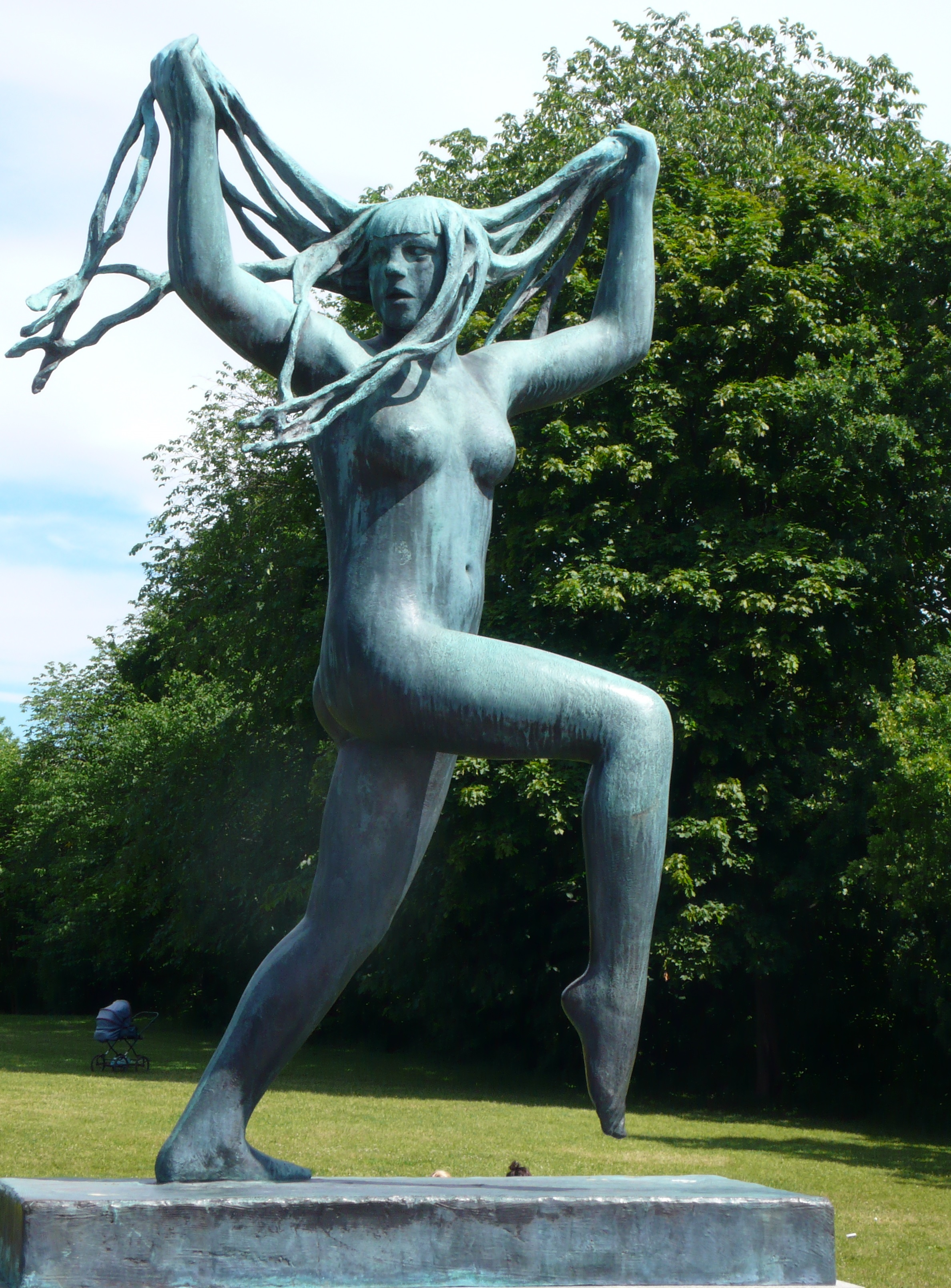
Statue du Parc de sculptures Vigeland.

##### Peinture et dessin

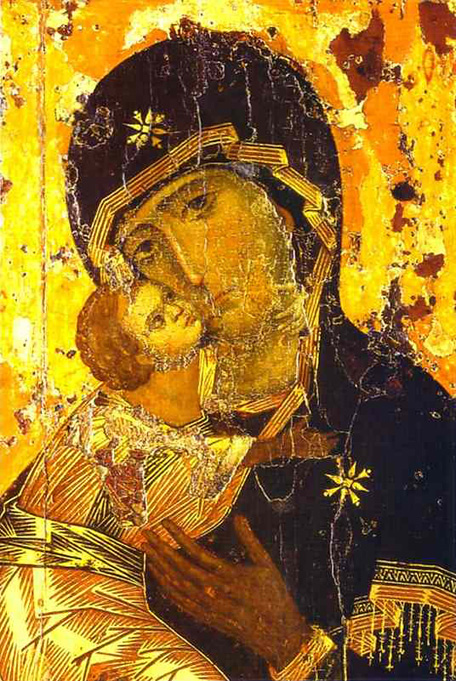
La Théotokos de Vladimir.
La Joconde de Léonard de Vinci.
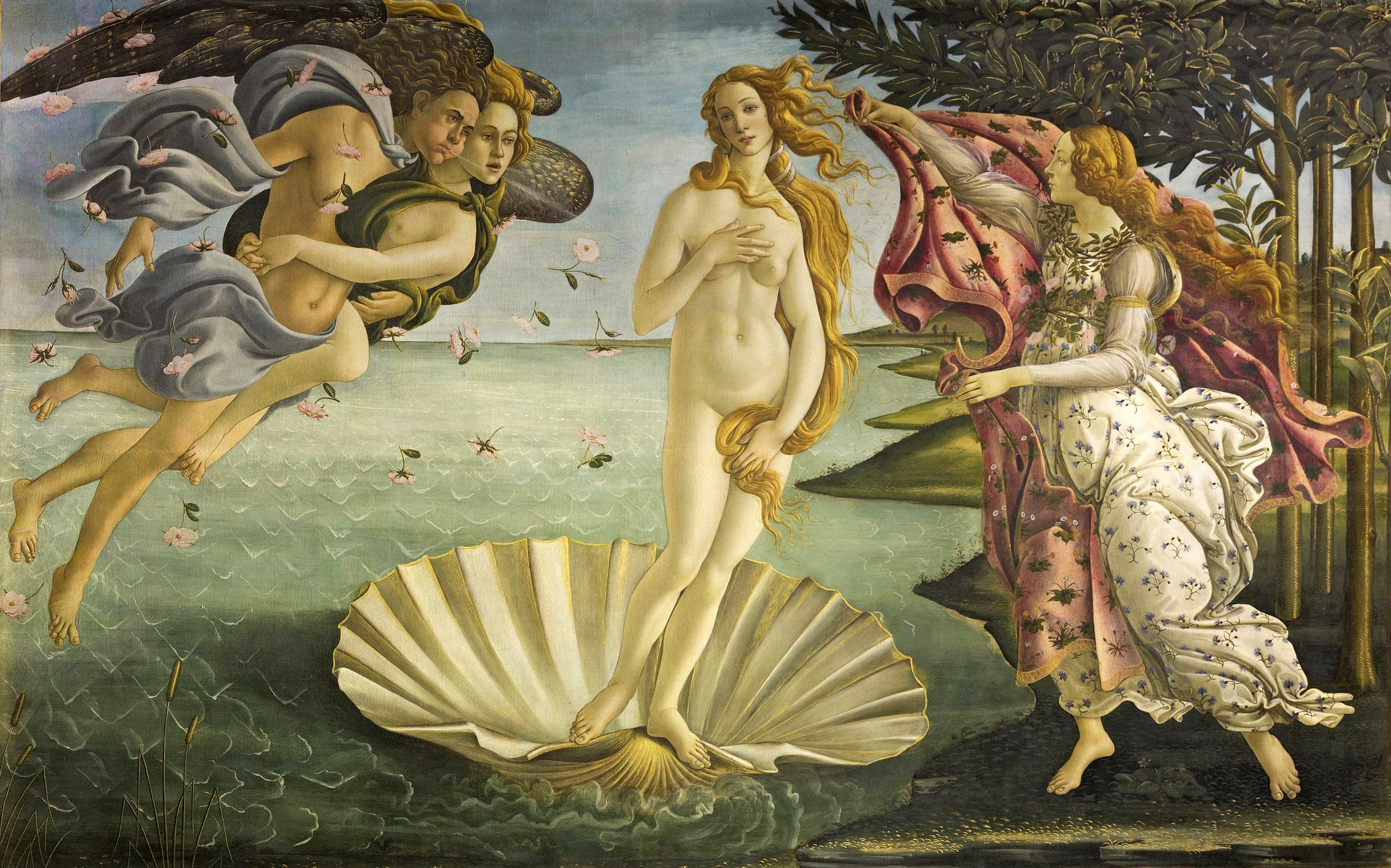
La Naissance de Vénus de Sandro Botticelli.
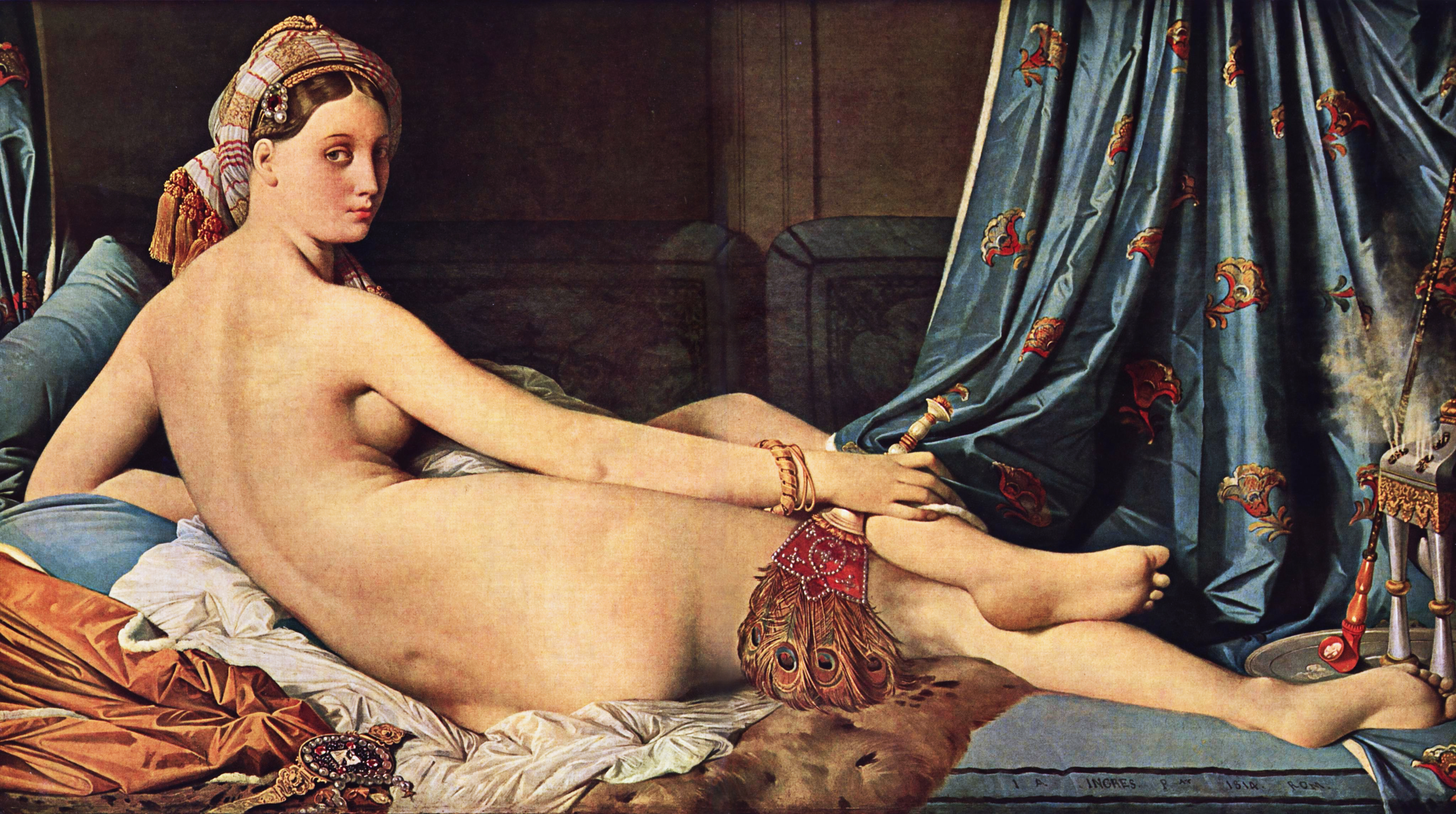
La Grande Odalisque de Jean-Auguste-Dominique Ingres.
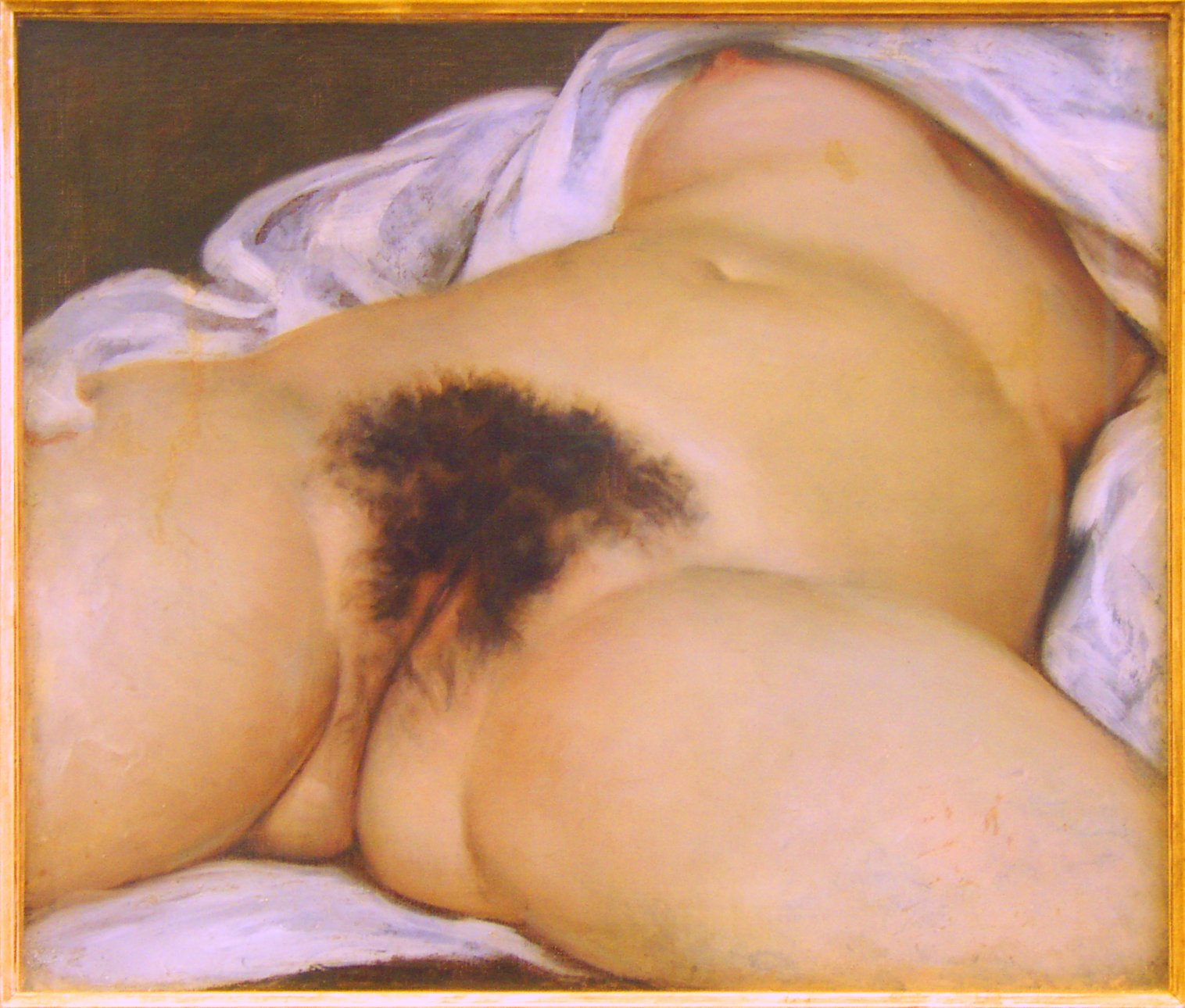
L'Origine du monde de Gustave Courbet.
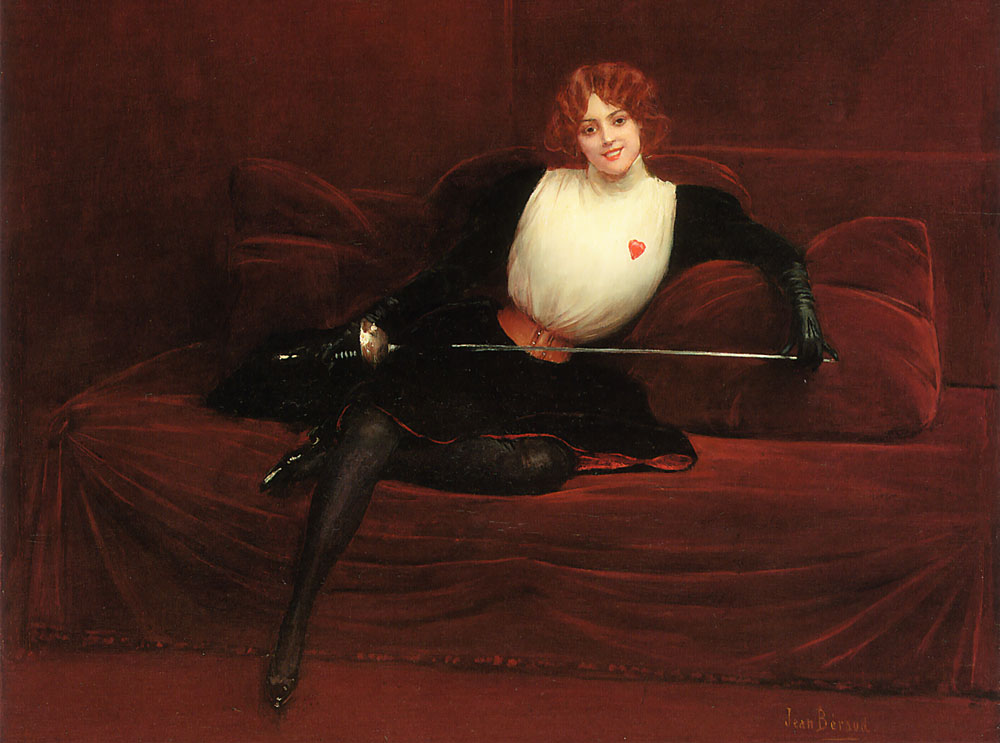
L'escrimeuse de Jean Béraud.
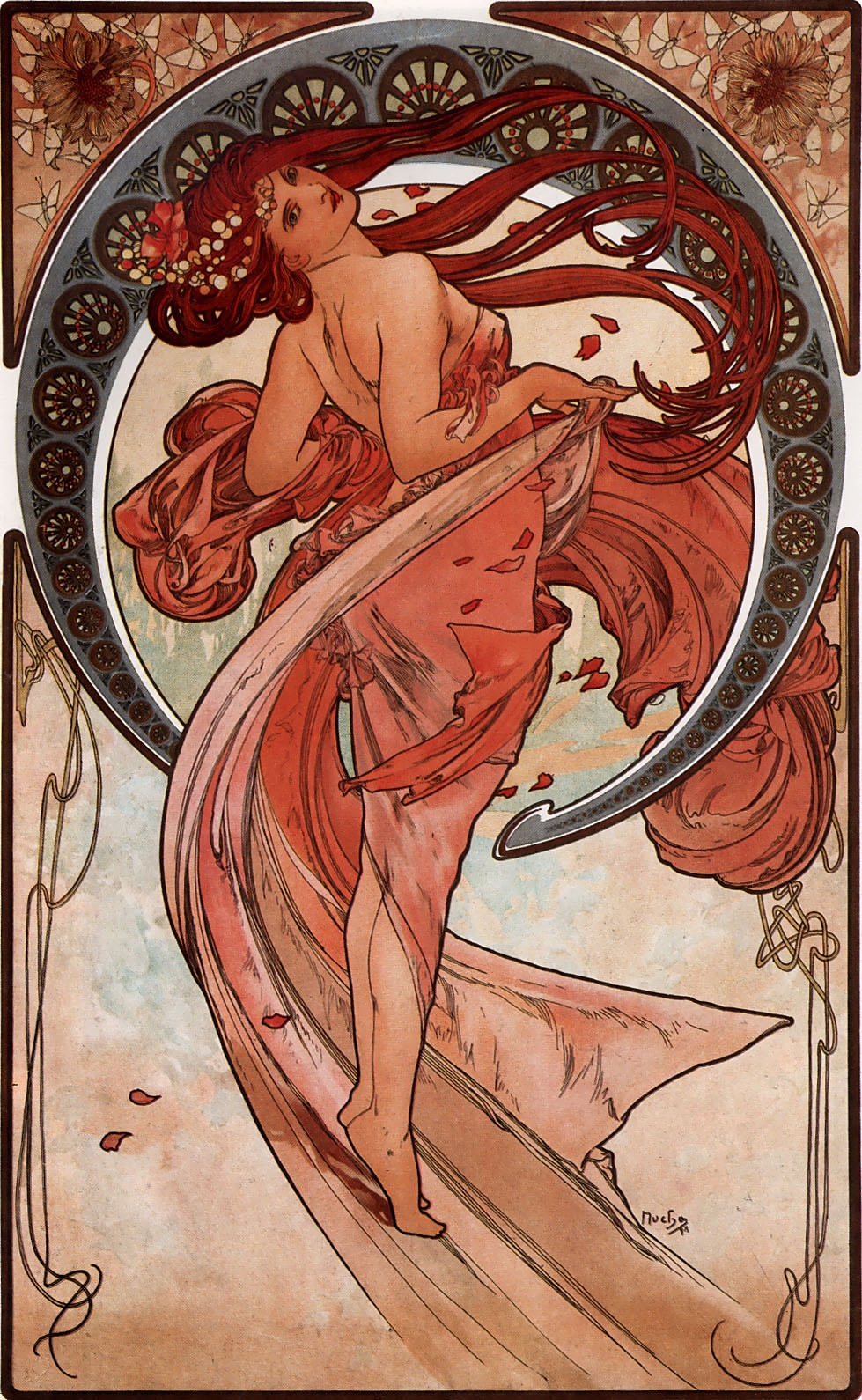
La danse d'Alfons Mucha.
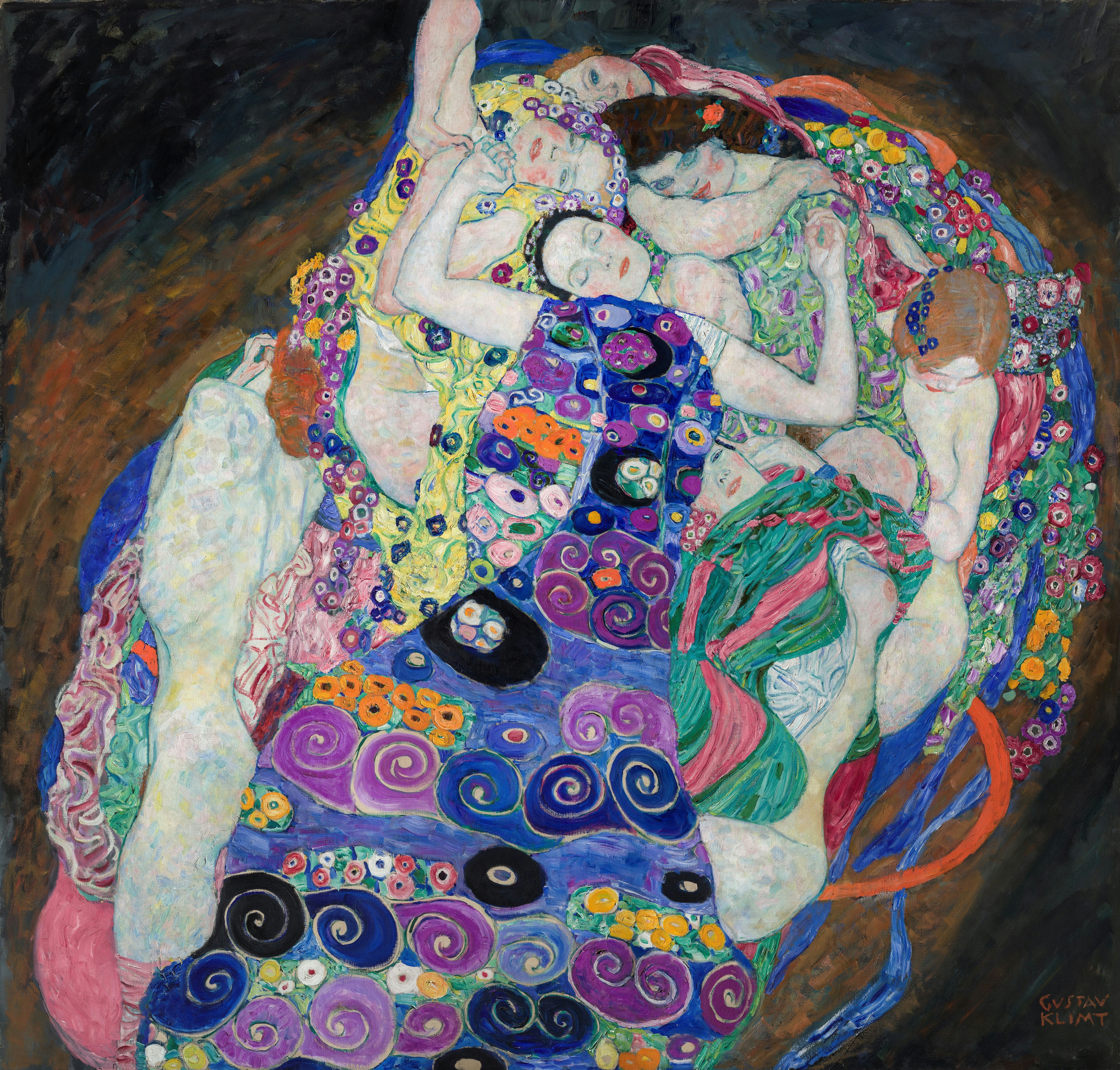
Les vierges de Gustav Klimt.

#### Architecture
Dans les cultures préhistoriques, les formes architecturales sont inspirées des femmes, la forme primitive essentielle étant la « grotte-utérus »,. Au Ier siècle av. J.-C., Vitruve fait les liens entre l'ordre ionique et les proportions féminines — le diamètre de la colonne ionique correspondant à un huitième de sa hauteur — , tandis que l'ordre corinthien « représente la délicatesse d’une jeune fille, à qui l’âge rend la taille plus dégagée et plus susceptible de recevoir les ornements qui peuvent augmenter la beauté naturelle »,. Plus récemment, une symbolique féminine a été identifiée dans « les espaces et les caractéristiques architecturaux utérins – grotte, salle, formes organiques, l’englobant, l’accueillant »,.

### Dans la philosophie
Le sujet a été l'objet des réflexions de philosophes ou écrivains[réf. incomplète] :
- Denis Diderot : « Il n’y a que les femmes qui sachent aimer ; les hommes n’y entendent rien » ;
- Sigmund Freud : « Après trente ans passés à étudier la psychologie féminine, je n’ai toujours pas trouvé de réponse à la grande question : Que veulent-elles au juste? » ;
- Honoré de Balzac : « La femme est une lyre qui ne livre ses secrets qu’à celui qui sait en jouer » ;
- Simone de Beauvoir : « On ne naît pas femme : on le devient. Aucun destin biologique, psychique, économique ne définit la figure que revêt au sein de la société la femelle humaine ; c'est l'ensemble de la civilisation qui élabore ce produit intermédiaire entre le mâle et le castrat qu'on qualifie de féminin. » ;
- Emmanuel Kant : « Par le mariage la femme devient libre, par lui, l’homme perd sa liberté » ;
- Victor Hugo : « Une moitié de l’espèce humaine est hors de l’égalité, il faut l’y faire rentrer : donner pour contrepoids au droit de l’homme le droit de la femme ».

### Dans la culture populaire

#### Symbolisme
|                              |  |  |
| Symboles de Vénus et Lilith. |  |  |

Des astres ont reçu des symboles liés à la femme, c'est le cas de Vénus, une planète du système solaire nommée d'après la déesse romaine de l'amour Vénus. Un astre fictif nommé Lune noire est associé à Lilith, potentielle première femme d'Adam et démon de la nuit[réf. souhaitée].